# متروی تهران

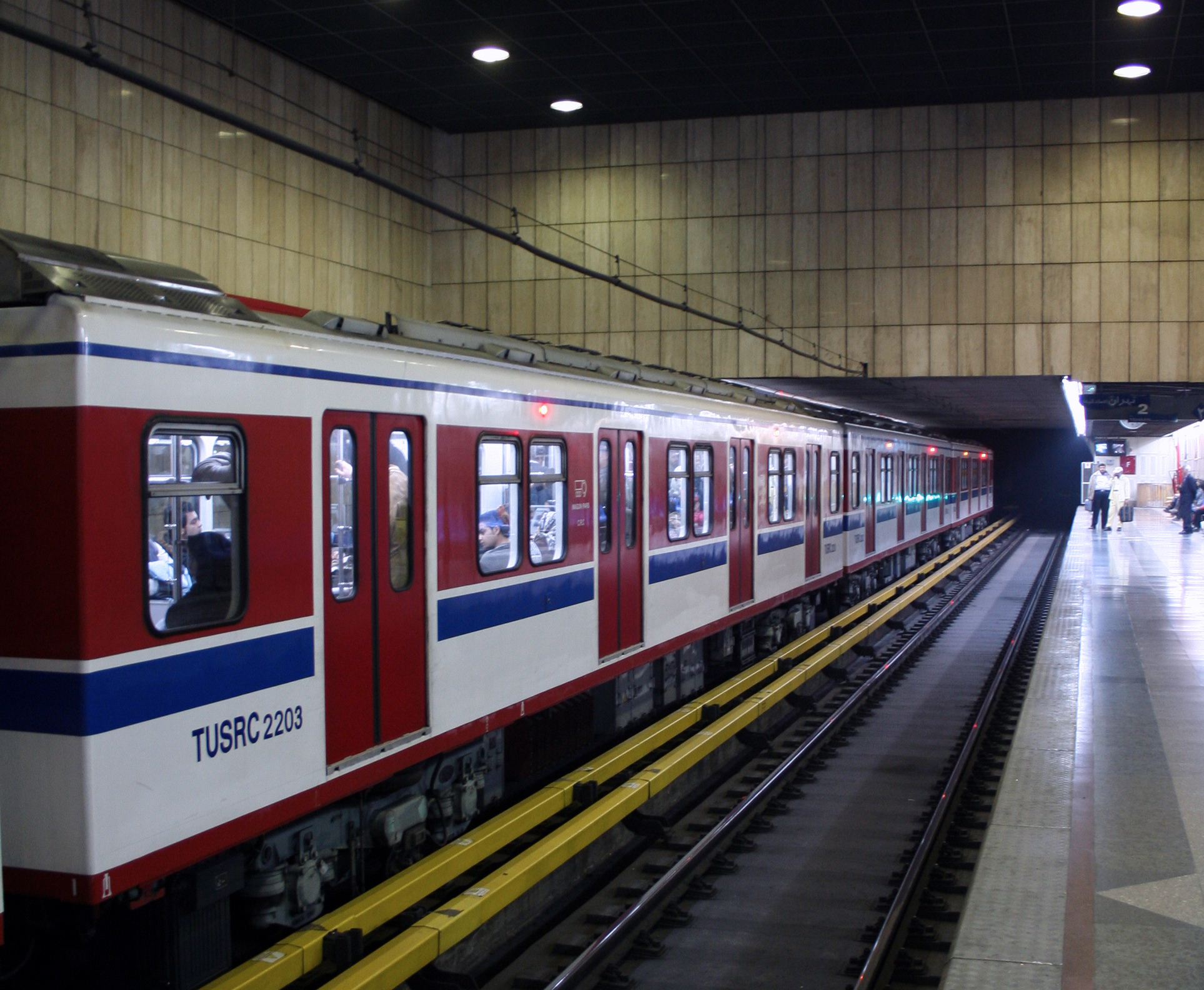
ایستگاه شادمان

مترو تهران به مجموعه قطار شهری تهران و همچنین «شرکت راه‌آهن شهری تهران و حومه» گفته می‌شود. این بزرگ‌ترین سیستم مترو در خاورمیانه است. مترو تهران در هفت خط اصلی در حال فعالیت است که پنج خط آن (۲، ۳، ۴، ۶، ۷) کاملاً درون‌شهری، یک خط آن (۵) نسبتاً برون‌شهری (میان تهران و کرج و شهر جدید مهستان) و یک خط آن (۱، انشعاب خط ۱) به صورت دو بخشی است. بخش نخست درون‌شهری و بخش دوم برون‌شهری (به سمت فرودگاه بین‌المللی امام خمینی و سپس شهر جدید پرند) است. بنابر برنامه‌های توسعه قرار است خطوط مترو تهران به ۱۱ خط افزایش یابد. تا مرداد ماه ۱۴۰۴، طول خطوط مترو بهره‌برداری شده، برابر ۲۹۶ کیلومتر با ۱۶۰ ایستگاه است و شمار واگن‌های فعال در مترو تهران ۱۵۱۴ واگن، برابر ۲۱۷ قطار است که روزانه به‌طور میانگین بیش از ۲٫۵ میلیون مسافر را جابه‌جا می‌کنند. مترو تهران به رکورد جابه‌جایی ۲ میلیون و ۹۵۰ هزار سفر در روز نیز دست یافته‌است. در اسفند ۱۳۹۹ اعلام شد که مجموع شمار سفرهای مترو تهران به ۹۵۴۰ میلیون سفر رسیده که معادل ۱۱۹ برابر جمعیت ایران است.
اگرچه طرح‌های نخست مترو تهران در زمان محمدرضاشاه پهلوی ریخته شد، اما به‌طور رسمی از سال ۱۳۷۷ (۱۹۹۹ میلادی) آغاز به‌کار کرد. نخستین مسیر فعال، خط ۵ مترو بود که میان تهران و کرج مسافر جابه‌جا می‌کرد و در ۱۶ اسفند ۱۳۷۷ فعالیت خود را آغاز کرد.
از اواخر سال ۱۳۸۵، با افزایش مسافران و شمار قطارها، بخشی برای بهره‌برداری از بدنه اصلی سازمان قطار شهری تهران و حومه جدا شد و با عنوان «شرکت بهره‌برداری راه‌آهن شهری تهران و حومه» به کار خود ادامه داد. دفتر مرکزی این شرکت در چهارراه کالج (تقاطع خیابان‌های حافظ و انقلاب تهران) قرار دارد هم‌اکنون محسن هرمزی سمت مدیر عاملی شرکت راه‌آهن شهری تهران و حومه را بر عهده دارد.
بخش عمده خودروهای ریلی مورد استفاده در مترو تهران از تولیدات شرکت‌های واگن پارس و واگن‌سازی تهران تأمین شده‌است.
برای توسعه شبکه مترو تهران، کاهش شلوغی واگن‌ها و کاهش فاصله زمانی میان قطارها، خرید ۳۷۶ واگن از واگن‌پارس و ۱۰۵ واگن از واگن‌سازی تهران از سال ۱۳۹۷ در دستور کار شهرداری تهران قرار گرفته اما به دلیل عدم تأمین مالی، حتی یک قطار هم به مترو پایتخت اضافه نشده‌است.

## پیشینه
پیشینهٔ بحث دربارهٔ ساخت قطار شهری در تهران به زمان ناصرالدین شاه قاجار و راه‌اندازی «واگن اسبی» بازمی‌گردد. بنیان‌گذاری تراموای شهری از جمله نکات پیش‌بینی‌شده در امتیازنامه‌ای بود که ناصرالدین شاه به بارون ژولیوس دو رویتر داد. امتیاز واگن اسبی در فرمانی به تاریخ پانزدهم رمضان ۱۳۰۵ قمری (خرداد ۱۲۶۷) خورشیدی به مدت ۹۹ سال داده شد و محدود به شهر تهران می‌شد. خط واگن اسبی تهران دو خط داشت: یک خط از ابتدای خیابان لاله‌زار به خیابان ناصریه (ناصرخسرو کنونی) تا سبزه میدان، یک خط دیگر از میدان توپخانه به خیابان چراغ گاز (امیرکبیر کنونی) به دروازهٔ حضرت عبدالعظیم (بازار حضرتی کنونی) به خیابان قبرستان به خیابان دروازهٔ قزوین و از آنجا تا خیابان مریضخانه (امام‌خمینی کنونی) تا میدان توپخانه. در امتیازنامه خط سومی هم پیش‌بینی شده بود اما هیچ‌وقت کشیده نشد: از سر قبر آقا (نزدیک چهارراه مولوی کنونی) در امتداد خیابان اسمعیل بزاز (مولوی) به دروازهٔ گمرک و از آنجا به دروازهٔ قزوین تا میدان توپخانه. کرایهٔ هر مسافر ابتدا سه شاهی بود که بعد به پنج شاهی و از سال ۱۲۹۷ خورشیدی به سیصد دینار (شش شاهی) افزایش یافت. با وجود اعتراض دولت ایران، شرکت حاضر نشد این بها را پایین بیاورد. واگن اسبی تا سال ۱۳۱۰ خورشیدی دایر بود.

اما نخستین برنامه‌ریزی‌ها برای بنیان‌گذاری مترو (قطار زیرزمینی) به سال ۱۳۵۰ در دوران شهرداری غلامرضا نیک‌پی بازمی‌گردد. در مهر سال ۱۳۵۳ مطالعات مربوط به حل مشکلات ترافیک، مترو تهران توسط شرکت‌های مشاور خارجی از جمله سوفرتو منتج به پیشنهاد سیستم اتوبان مترو (با ۷ خط) شد. بر اساس این پژوهش‌ها، ساخت مترو به عنوان اساسی‌ترین راه‌حل بهبود ترافیک تعیین شد. شرکت‌های فرانسوی از سال ۱۳۵۶ عملیات اجرایی ساخت خط ۱ مترو را در اراضی شمال تهران (بزرگراه شهید حقانی کنونی) آغاز کردند. پس از انقلاب اسلامی، در دادگاهی که غلامرضا نیک‌پی را در نهایت به اعدام محکوم کرد، طرح ساخت مترو، به یکی از اتهامات غلامرضا نیک‌پی تبدیل شد و در حالی که نیک‌پی این طرح را با همکاری کشورهای دیگر راه‌حل مشکل ترافیک تهران می‌دانست، رئیس دادگاه انقلاب این طرح را کاری استعماری می‌دانست: «سیاست استعماری بود که این مترو را وسیله‌ای قرار بدهند و ما را در فشار قرار بدهند.» عملیات اجرایی مترو تا آذر سال ۵۹ اجرای ۲٬۳۰۰ متر تونل و بخشی از سازهٔ ۳ ایستگاه حد فاصل بزرگراه شهید حقانی و خیابان شهید بهشتی ادامه یافت ولی در این زمان و در پی جریان‌های جنگ ایران و عراق، نمایندگان شرکت‌های خارجی ایران را ترک کردند و در اواخر سال ۶۰ هیئت وزیران توقف کامل طرح توسط مشاوران خارجی را اعلام کرد. در سال ۱۳۶۳ پس از ارائهٔ گزارشی از طرف جمعی از کارشناسان ایرانی در خصوص لزوم ساخت مترو و طرح مسئلهٔ ضرورت ساخت مترو در نماز جمعه تهران توسط اکبر هاشمی رفسنجانی، ریاست وقت مجلس، در فروردین ۱۳۶۴ هیئت وزیران اجرای طرح متروی تهران را تصویب و فعالیت‌های مترو دوباره در تهران آغاز شد. برنامهٔ اول مترو شامل ساخت خط ۱ (میرداماد - حرم مطهر)، خط ۲ (دردشت - صادقیه) و مسیر برون‌شهری خط ۵ (تهران - گلشهر) جمعاً به درازای ۹۰ کیلومتر با ۵۲ ایستگاه بود. فعالیت‌های اجرایی این برنامه از سال ۱۳۶۶ با عقد مشارکت مدنی با سیستم بانکی آغاز شد. بنا به گفتهٔ اصغر ابراهیمی اصل، مدیرعامل وقت مترو: 
 «سال ۶۵ همه مخالف ساخت مترو بودند. حتی ساختمان شرکت مترو به وزارت کشور تحویل داده و تبدیل به استانداری شده بود. هیچ‌کس حتی یک اتاق نمی‌داد. کار از نمازخانه شروع شد. هیچ نقشه‌ای در کار نبود تا اینکه در نمازخانه شماری نقشه پیدا شد. وقتی پیگیری کردیم که باقی نقشه‌ها کجاست، مشخص شد که یک سبزی‌فروش نقشه‌ها را خریده‌است. سپس با وجود یک ماه تحقیق بر روی کاغذها، سبزی‌فروش پیدا شد و بدین ترتیب ۱۹۰ کیلو نقشه در انبارش پیدا شد.» 

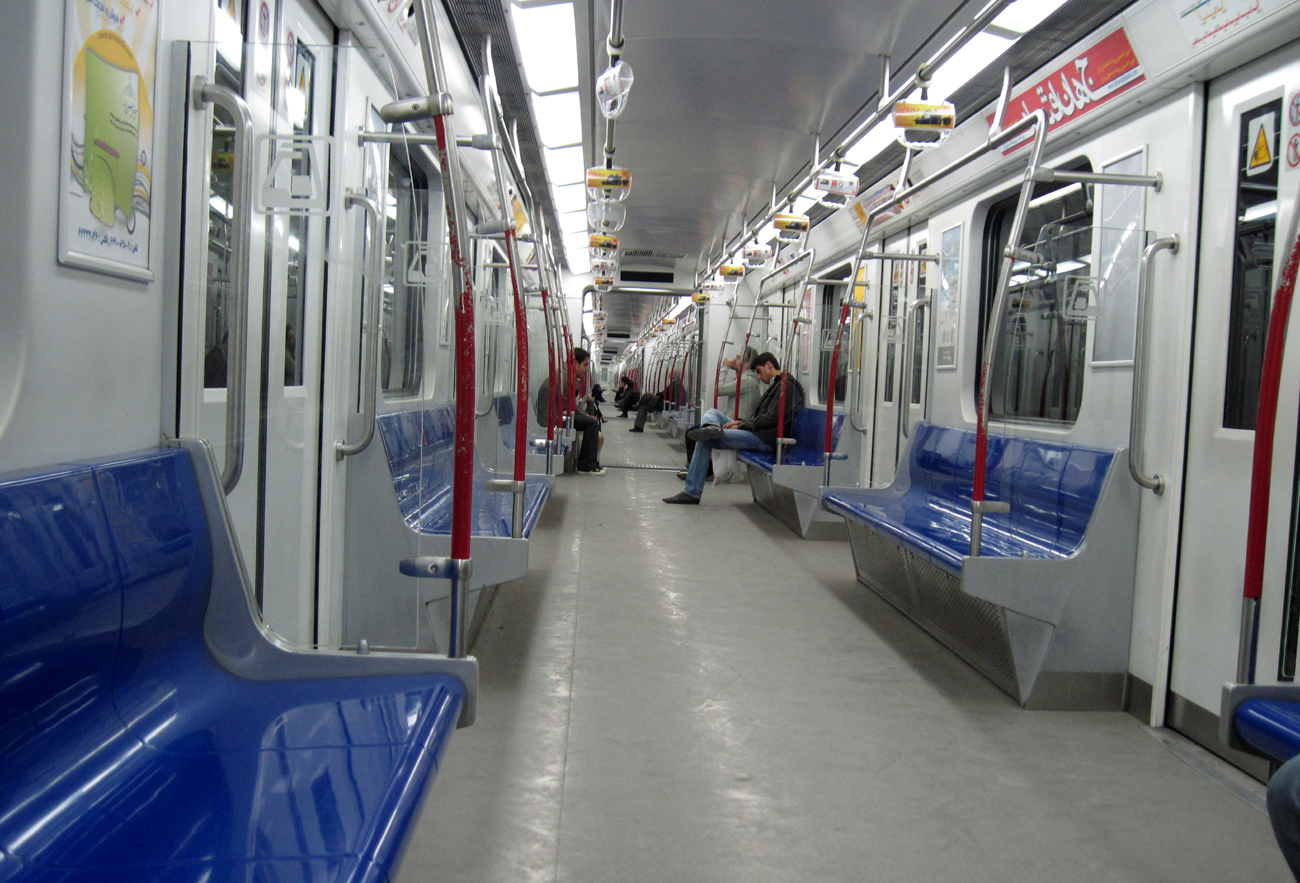
نمای داخلی یکی از واگن‌های مترو تهران

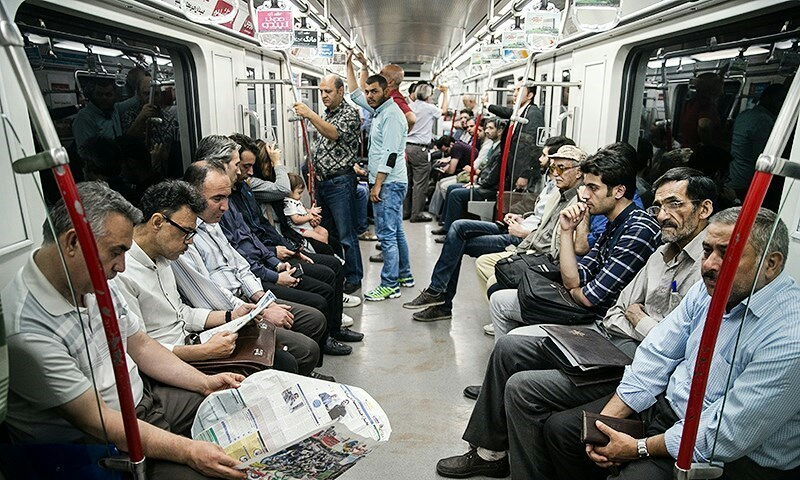
داخل قطار مترو تهران، ۱۳۹۵

در سال ۱۳۷۴ با توجه به اتمام بخش‌هایی از کارهای ساختمانی، قراردادی برای تأمین تجهیزات مترو به امضا رسید و در نهایت ۱۶ اسفند ۱۳۷۷ خورشیدی، فاز اول نخستین خط متروی تهران با سه ایستگاه که بخش حومه‌ای خطوط مترو کنونی است، افتتاح شد که فلکه دوم صادقیه در شهر تهران را به میدان شهید سلطانی در شهر کرج متصل می‌کرد. این خط در حال حاضر خط ۵ نامیده شده و در طراحی‌های آتی مترو از آن به عنوان خط اکسپرس اول یاد می‌شود.
یک سال بعد، نیمهٔ غربی خط دو (حد فاصل ایستگاه صادقیه در میدان صادقیه تا ایستگاه امام خمینی در میدان امام خمینی) نیز بهره‌برداری شد. بخشی از خط یک متروی تهران نیز که ایستگاه شهید حقانی را به ایستگاه علی‌آباد متصل می‌کرد، در سال ۱۳۸۰ به بهره‌برداری رسید. در این تاریخ ایستگاه شهید حقانی که نقطهٔ آغازین خط ۱ از شمال بود، میرداماد نام داشت، ولی بعدها و با توسعهٔ خط ۱ به سمت شمال، نام این ایستگاه به ایستگاه شهید حقانی تغییر یافته و ایستگاهی به نام ایستگاه میرداماد در محل خیابان میرداماد ساخته شد. این خط بعداً در سال ۱۳۸۱ تا ایستگاه حرم مطهر در بهشت زهرا ادامه یافت. همچنین بخش شرقی خط دو متروی تهران به تدریج در سال‌های ۱۳۸۲، ۱۳۸۴ و ۱۳۸۵ به بهره‌برداری رسید. با بهره‌برداری از این ایستگاه‌ها، خط ۲ مترو از میدان صادقیه تا دانشگاه علم و صنعت امتداد یافت.
در سال ۱۳۸۷ بخشی از خط ۴ مترو تهران، حد فاصل ایستگاه دروازه شمیران تا ایستگاه میدان فردوسی افتتاح شد. شایان ذکر آن است که در این بخش از خط ۳ ایستگاه دروازهٔ شمیران، دروازه دولت و میدان فردوسی بهره‌برداری شد که دو ایستگاه نخست، ایستگاه‌های تقاطعی و دو طبقه با خطوط یک و دو هستند که به این ترتیب شمار ایستگاه‌های تقاطعی دو طبقه در متروی تهران در این مقطع به سه دستگاه افزایش یافت. در بهمن ماه ۱۳۸۷ نیز ایستگاه‌های باقری و تهرانپارس در امتداد شرقی خط دو به بهره‌برداری رسید و در اسفند ماه همین سال ایستگاه میدان شهدا در امتداد شرقی خط چهار نیز بهره‌برداری شد.
در بهار ۱۳۸۸ نیز ضمن افتتاح فاز نخست توسعهٔ شمالی خط ۱، حد فاصل ایستگاه حقانی تا ایستگاه قلهک، ایستگاه میدان انقلاب اسلامی در امتداد غربی خط چهار نیز به بهره‌برداری رسید. تا پایان این سال، فاز دوم توسعه شمالی خط یک از ایستگاه قلهک تا ایستگاه قیطریه به بهره‌برداری رسید.
در بهار سال ۱۳۸۹ ایستگاه مترو کلاهدوز واقع در انتهای شرقی خط ۴ مترو به بهره‌برداری رسید. همچنین تا پایان سال ۱۳۸۹ این موارد در متروی تهران بهره‌برداری شد:
- ایستگاه میان‌راهی صدر در گسترش شمالی خط یک
- امتداد توسعهٔ شرقی خط دو از ایستگاه علم و صنعت تا ایستگاه فرهنگسرا
- ایستگاه میان‌راهی محمدشهر در خط ۵ (خط متروی تهران-کرج)
- ایستگاه‌های میان‌راهی ولیعصر و نبرد در خط ۴
- امتداد توسعهٔ غربی خط ۴ از ایستگاه میدان انقلاب اسلامی تا ایستگاه میدان آزادی و گشایش ایستگاه‌های توحید و میدان آزادی

در بهار سال ۱۳۹۰ ایستگاه میان‌راهی دکتر حبیب‌الله در بخش غربی خط ۴ و در مرداد ماه همین سال امتداد خط ۱ از ایستگاه حرم مطهر تا کهریزک و همچنین ایستگاه کهریزک به بهره‌برداری رسید. در شهریور ۱۳۹۰ ایستگاه متروی ابن‌سینا از خط ۴ نیز افتتاح شد. گفتنی است در تاریخ ۱۸ دی ۱۳۹۰ نیز ایستگاه پیروزی واقع در خط ۴ افتتاح شد و در اسفند ۱۳۹۰ نیز ایستگاه تجریش به عنوان عمیق‌ترین ایستگاه مترو تهران مورد بهره‌برداری قرار گرفت که با ساخت این ایستگاه خط یک متروی تهران کامل شد. با این افتتاح پروندهٔ طرح‌های توسعهٔ متروی تهران در سال ۱۳۹۰ بسته شد.
اما با آغاز سال ۱۳۹۱ طرح‌هایی به شرح ذیل مورد بهره‌برداری قرار گرفتند:
در تاریخ بیست و هفتم اردیبهشت ۱۳۹۱ ایستگاه نیروهوایی در خط ۴ مورد بهره‌برداری قرار گرفت. در تاریخ اول مرداد ماه ۱۳۹۱ ایستگاه‌های شهرک اکباتان و بخش مربوط به خط ۴ ایستگاه ارم سبز به همراه ۴ کیلومتر تونل از ایستگاه میدان آزادی تا ایستگاه ارم سبز مورد بهره‌برداری قرار گرفتند که با افتتاح این بخش شمار ایستگاه‌های تقاطعی دو طبقه متروی تهران به چهار ایستگاه افزایش یافت.
در تاریخ بیست و هفتم آذرماه ۱۳۹۱ پنجمین خط متروی تهران که در واقع خط چهارم درون‌شهری است، زاده شد. در این تاریخ بخش میانی خط سه به درازای هفت کیلومتر به همراه ایستگاه‌های شهید بهشتی و ولیعصر مورد بهره‌برداری قرار گرفتند؛ که با توجه به تقاطعی بودن هر دو ایستگاه (شهید بهشتی در تقاطع با خط یک و سه و ولیعصر در تقاطع با خط چهار و سه) شمار ایستگاه‌های تقاطعی دو طبقه متروی تهران به شش ایستگاه افزایش یافت.
در سال ۱۳۹۲ به علت پاره‌ای از مشکلات از جمله عدم تخصیص به موقع و کافی بودجه به مترو تقریباً هیچ‌گونه افتتاحی در آن صورت نپذیرفت و تنها بخش جنوبی خط ۳ به درازای ۱۲ کیلومتر مورد تست سرد (بهره‌برداری آزمایشی) قرار گرفت و همچنین از بخش مربوط به خط ۴ ایستگاه آزادی تقاطع شادمان نیز در خرداد ماه همین سال مورد بهره‌برداری قرار گرفت و با توجه به بهره‌برداری از این ایستگاه شمار ایستگاه‌های تقاطعی دو طبقه متروی تهران به هفت ایستگاه افزایش یافت.
در دوم اردیبهشت ۱۳۹۳ نیمه جنوبی خط ۳ مترو تهران به عنوان طولانی‌ترین خط متروی خاورمیانه تا این تاریخ از کمربندی آزادگان (ایستگاه آزادگان) واقع در جنوب غرب شهر تهران تا چهارراه ولیعصر به طول ۱۲ کیلومتر مورد افتتاح رسمی قرار گرفته و به بخش میانی این خط که قبلاً در سال ۱۳۹۱ افتتاح شده بود، متصل شد و به این صورت طول این خط تا اردیبهشت ماه ۱۳۹۳ به ۱۹ کیلومتر افزایش یافت. همچنین با این افتتاح ۵ ایستگاه آزادگان، زمزم، جوادیه، راه‌آهن و میدان منیریه به مجموعه ایستگاه‌های مترو تهران اضافه شدند.
همچنین دو ایستگاه مترو میدان ولیعصر در نیمه میانی خط ۳ و شهرک شریعتی در نیمه جنوبی خط ۳ در تاریخ ۱۱ اسفند ماه ۱۳۹۳ به بهره‌برداری رسید و با این کار پرونده طرح‌های توسعه‌ای مترو در سال ۱۳۹۳ بسته شد.
و اما با آغاز سال ۱۳۹۴ این وعده داده شد که در این سال و به‌طور میانگین در هر ماه ۱ ایستگاه مترو به بهره‌برداری خواهد رسید. در همین راستا در تاریخ ۲۸ اردیبهشت ماه ۱۳۹۴ ایستگاه میدان جهاد واقع در نیمه میانی خط ۳ مترو به بهره‌برداری رسید. کمتر از دو ماه بعد در روز ۸ تیرماه ۱۳۹۴ ایستگاه متروی عبدل آباد در این خط افتتاح شد. در همین راستا و با توجه به وعده‌های داده شده در ابتدای سال در روز سه شنبه ۳۱ شهریور ماه نیمه شمالی خط ۳ متروی تهران به طول ۱۸ کیلومتر از ایستگاه شهید بهشتی واقع در تقاطع خط ۱ و ۳ تا ایستگاه قائم و با ۳ ایستگاه شهید زین‌الدین، نوبنیاد و قائم افتتاح گردید. در ادامه کار موفق در متروی تهران در تاریخ ۱۸ آبان ایستگاه متروی نعمت‌آباد در بخش جنوبی و در ۲۱ بهمن ماه ۱۳۹۴ ایستگاه متروی میرزای شیرازی در بخش میانی خط ۳ مترو تهران به بهره‌برداری رسیدند. همچنین در ۲۵ اسفند ماه ۱۳۹۴ خط متروی ویژه فرودگاه مهر آباد و در واقع انشعاب فرودگاه مهرآباد از خط ۴ مترو با ۳ ایستگاه با نام‌های فرودگاه مهرآباد (در مجاورت ایستگاه بیمه)، ترمینال ۱ و ۲ و ترمینال ۴ و ۶ و ایستگاه چهارم یعنی ایستگاه بیمه از خط اصلی ۴ مترو تهران به بهره‌برداری رسید. این خط به عنوان متفاوت‌ترین خط مترو تهران شناخته می‌شود و طول سکوهای آن حدود ۸۰ متر می‌باشد که تقریباً معادل نیمی از طول سکوهای خطوط ۳ و ۴ است و طول کلی این خط ۳ کیلومتر است. با این اقدام پرونده افتتاح پروژه‌های مترو تهران در سال ۱۳۹۴ بسته شد.
با شروع سال ۱۳۹۵ و در ابتدای سال با توجه به آماده‌سازی مکان جدید نمایشگاه‌های بین‌المللی تهران در ابتدای آزاد راه تهران- قم راه اندازی بخشی از توسعه جنوبی خط ۱ متروی تهران (خط فرودگاه امام خمینی- شهر جدید پرند) در دستور کار قرار گرفت و بدین ترتیب در روز ۳۰ فروردین ۹۵ ایستگاه شهر آفتاب از توسعه جنوبی خط ۱ به همراه ۶ کیلومتر خط مترو افتتاح شد. تا پیش از افتتاح این ایستگاه، ایستگاه مترو تجریش بزرگ‌ترین ایستگاه مترو ایران و خاورمیانه بود که با افتتاح این ایستگاه که با الهام از معماری بنای چهلستون در اصفهان ساخته شده‌است عنوان بزرگ‌ترین ایستگاه مترو تهران تا این تاریخ به این ایستگاه تعلق گرفت. شایان ذکر است با توجه به اینکه این خط از مترو هنوز کامل نشده بود تا پیش از افتتاح ادامه خط تنها در زمان‌هایی که نمایشگاه در محل شهر آفتاب برگزار می‌شد سرویس دهی انجام می‌داد. در ادامه سال ۱۳۹۵ و با توجه به افتتاح نیمه شمالی خط ۳ در سال ۱۳۹۴ مقرر گردید که ایستگاه‌های این خط یک به یک بهره‌برداری گردند. در همین راستا در روز ۱۷ خرداد ۱۳۹۵ ایستگاه مترو خواجه عبدالله انصاری در روز ۱۸ مرداد ۱۳۹۵ ایستگاه مترو سهروردی در روز ۲۴ شهریور ایستگاه مترو شهید قدوسی (واقع در چهارراه قصر) در روز ۱۷ مهر ایستگاه مترو شهید صیاد شیرازی (واقع در تقاطع بزرگراه شهید صیاد شیرازی و مسیل باختر در ضلع شمال شرقی میدان گلبرگ) در روز ۲۲ آذر ایستگاه متروی حسین‌آباد و در روز ۱۶ بهمن ایستگاه مترو هروی که همگی از ایستگاه‌های خط ۳ مترو می‌باشند نیز به بهره‌برداری رسیدند. همچنین در روز ۲۵ اسفند ماه ۱۳۹۵ خط ۷ به عنوان ششمین خط متروی تهران و پنجمین خط درون‌شهری حد فاصل ایستگاه نواب (ایستگاه تقاطعی خط ۷ با خط ۲) تا ایستگاه میدان محمدیه (ایستگاه تقاطعی خط ۷ با خط ۱) مورد تست گرم قرار گرفت و مقرر گشت که در ابتدای سال ۱۳۹۶ مورد افتتاح رسمی قرار گیرد که با این امر پرونده افتتاح پروژه‌های متروی تهران در سال ۱۳۹۵ بسته شد.
با آغاز سال ۱۳۹۶ و با توجه به تست گرم بخش مرکزی خط ۷ مترو تهران و متعاقب آن تست گرم بخش شمالی و جنوبی این خط در فروردین و اردیبهشت، در تاریخ ۲۰ خرداد ۱۳۹۶، خط ۷ مترو تهران به عنوان ششمین خط متروی تهران و پنجمین خط مترو درون‌شهری با ۲۲ کیلومتر مسیر و ۷ ایستگاه به صورت هم‌زمان افتتاح شد. ایستگاه‌های افتتاح شده به ترتیب میدان صنعت، دانشگاه تربیت مدرس (گیشا)، شهید نواب صفوی، کمیل، بریانک، میدان محمدیه و بسیج بود. همچنین با توجه به افتتاح دو ایستگاه شهید نواب صفوی (تقاطع با خط ۲) و میدان محمدیه (تقاطع با خط ۱) شمار ایستگاه‌های تقاطعی متروی تهران به ۹ ایستگاه افزایش یافت. اما افتتاح خط ۷ در سال ۱۳۹۶ چند ماه بیشتر دوام پیدا نکرد و به دنبال برگزاری انتخابات شورای شهر تهران و متعاقب آن تغییر طیف سیاسی شورا و تغییر شهردار، ناایمن بودن این خط و افتتاح بدون رعایت مسائل ایمنی و زیرساخت‌های لازم مورد توجه قرار گرفت.
در هر صورت و فارغ از مسائل سیاسی با انتخاب محمدعلی نجفی به سمت شهردار تهران، خط ۷ مترو در پاییز سال ۹۶ تعطیل شد و مقرر گردید که پس از رفع نواقص ایمنی از جمله نصب هواکش‌های میان تونلی، پله‌های اضطراری و نیز تأمین تجهیزات الکترونیکی نظیر سیستم سیگنالینگ و این بار با امنیت کافی مجدداً افتتاح شود. تغییرات پی‌درپی در شهرداری تهران و استعفای نجفی از این سمت و همچنین کمبودهای بودجه‌ای عامل تداوم توقف خط ۷ تا پایان سال ۱۳۹۶ شد.
فارغ از مسائل و مشکلات پیش آمده در این سال در ارتباط با خط ۷ مترو و در سایر خطوط، ایستگاه شهید محلاتی از خط ۳ مترو نیز به عنوان یکصد و پانزدهمین ایستگاه مترو تهران، در تاریخ ۲۷ خرداد ۱۳۹۶ افتتاح شد.
همچنین در ۱۶ مرداد ۱۳۹۶ ایستگاه مترو شهر فرودگاهی امام خمینی از مسیر انشعابی خط ۱ مترو به بهره‌برداری رسید و بنابراین با توجه به رویدادهای به‌وجود آمده در جریان افتتاح و تعطیلی خط ۷ پرونده مترو در سال ۱۳۹۶ صرفاً با افتتاح دو ایستگاه بسته شد.
سال ۱۳۹۷ آغاز شد و با شروع این سال و پیگیری‌های مکرر مردم و وعده‌های چندین باره برای بازگشایی مجدد خط تعطیل شده ۷ بالاخره در تیر ماه این سال ۶ کیلومتر میانی از این خط به همراه ۵ ایستگاه آن مجدداً بازگشایی شد. ایستگاه‌های افتتاح شده: شهید نواب صفوی، رودکی، کمیل، بریانک، مهدیه بود که از این ۵ ایستگاه ۴ ایستگاه شهید نواب صفوی، رودکی، کمیل، بریانک در سال گذشته افتتاح و سپس تعطیل شده بودند و ایستگاه مهدیه برای اولین بار مورد افتتاح قرار گرفت. ذکر این نکته لازم است که ایستگاه مهدیه یک ایستگاه تقاطعی در این خط و در تقاطع با خط ۳ می‌باشد و بنابراین شمار ایستگاه‌های تقاطعی متروی تهران همچنان ۹ ایستگاه باقی ماند. (بخش مربوط به خط ۷ میدان محمدیه تعطیل شده اما مهدیه در تقاطع خط ۷ با خط ۳ افتتاح شد) همچنین با تلاش انجام گرفته ایستگاه هلال احمر (ایستگاه میان راهی واقع در بخش افتتاح شده این خط در تابستان ۱۳۹۷) و بخشی از نیمه شمالی خط ۷ به طول ۷٫۵ کیلومتر با ایستگاه‌های میدان صنعت و دانشگاه تربیت مدرس (پل گیشا- پل نصر) که قبلاً در سال ۱۳۹۶ تعطیل شده بود مجدداً در تاریخ ۲۵ اسفند ماه ۱۳۹۷ به بهره‌برداری رسید. نکته جالب این بهره‌برداری آن است که دقیقاً دو سال پیش در چنین روزی، این بخش از مترو مورد تست گرم قرار گرفته و پس از افتتاح در خردادماه ۱۳۹۶ و کمتر از ۶ ماه بعد از افتتاح تعطیل شده بود.
با شروع سال ۱۳۹۸ و در تاریخ ۱۸ فروردین ماه هفتمین خط متروی تهران افتتاح شد. در این تاریخ بخشی از نیمه شرقی خط ۶ متروی تهران به طول ۹ کیلومتر و با ۳ ایستگاه دولت‌آباد، بعثت و میدان شهدا مورد بهره‌برداری قرار گرفت که ایستگاه میدان شهدا در تقاطع با خط ۴ بوده و به این ترتیب شمار ایستگاه‌های تقاطعی و دو طبقه مترو تهران برای اولین بار دو رقمی شده و به ۱۰ ایستگاه افزایش یافت.
در ادامه بخش شرقی خط ۷ حدفاصل ایستگاه مهدیه تا بسیج به همراه ایستگاه میدان محمدیه در تاریخ ۲۸ مرداد ۱۳۹۸ مجدداً بازگشایی و در تاریخ ۴ شهریور ۱۳۹۸ افتتاح رسمی شد و به این ترتیب با بهره‌برداری مجدد از ایستگاه میدان محمدیه در تقاطع با خط ۱، شمار ایستگاه‌های تقاطعی و دو طبقه متروی تهران به ۱۱ ایستگاه افزایش یافت. در تاریخ ۶ مهر ۱۳۹۸ بخش دیگری از نیمه شرقی خط ۶ متروی تهران به طول ۱ کیلومتر حدفاصل ایستگاه میدان شهدا تا ایستگاه امام‌حسین به بهره‌برداری رسید که به این ترتیب با توجه به تقاطعی بودن این ایستگاه با خط ۲، شمار ایستگاه‌های تقاطعی و دو طبقه متروی تهران به ۱۲ ایستگاه افزایش یافت.
در ادامه افتتاح پروژه‌های مترو با توجه به وعده داده‌شده مبنی بر افتتاح یک ایستگاه در خط ۷ مترو در هر ماه به‌طور میانگین، در تاریخ ۲ دی ۱۳۹۸ ایستگاه متروی مولوی از بخش شرقی خط ۷ مترو افتتاح و به بهره‌برداری رسید. در ادامه ایستگاه‌ کیان‌شهر در بخش جنوبی خط ۶ و ایستگاه متروی شهر جدید مهستان در توسعه غربی خط ۵ (تهران - کرج) در ماه‌های دی و بهمن همان سال افتتاح و مورد بهره‌برداری قرار گرفتند. به‌این ترتیب پرونده افتتاح پروژه‌های متروی تهران در سال ۱۳۹۸ بسته شد.
در نیمه اول سال ۱۳۹۹ به علت شرایط حاکم ناشی از وضعیت کرونایی کشور و همچنین پاره‌ای از مشکلات مالی پیش آمده (به علت تأخیر در تزریق بودجه) در این دوران هیچ افتتاحی صورت نگرفت. با رفع مشکلات مالی در نیمه دوم همین سال، این وعده داده شد که تا پایان سال ۱۲ ایستگاه مترو مورد بهره‌برداری قرار خواهد گرفت. بدین منظور در تاریخ ۲۷ آذر ۱۳۹۹ دو ایستگاه مترو امیرکبیر در خط ۶ و برج میلاد تهران در خط ۷ مورد بهره‌برداری قرار گرفت. در ادامه در تاریخ ۱۴ اسفند ۱۳۹۹، دو ایستگاه مترو میدان قیام و دولاب در خط ۷ وارد فاز بهره‌برداری شدند. در هفته پایانی همان سال نیز افتتاح بخشی از نیمه شمالی خط ۶ مترو تهران به طول ۶/۵ کیلومتر و با ۴ ایستگاه شامل ایستگاه‌های دانشگاه تربیت مدرس، یادگار امام، شهید اشرفی اصفهانی، شهید ستاری به بهره‌برداری رسید که با توجه به تقاطعی بودن ایستگاه دانشگاه تربیت مدرس در خطوط ۶ و ۷، شمار ایستگاه‌های تقاطعی و دو طبقه مترو تهران به ۱۳ ایستگاه افزایش یافت. همچنین با افتتاح از ایستگاه آهنگ از خط ۷ در همان مقطع، شمار ایستگاه‌های در حال بهره‌برداری تا آن مقطع به ۱۳۷ ایستگاه و طول خطوط به ۲۵۳/۷ کیلومتر افزایش یافت. با اتمام سال ۱۳۹۹ مقرر گردید که سه ایستگاه باقی‌مانده از ایستگاه‌های وعده داده شده، در بهار ۱۴۰۰ مورد بهره‌برداری قرار بگیرند. به این ترتیب پرونده توسعه و افتتاح پروژه‌های مترو تهران در سال ۱۳۹۹ بسته شد.
در بهار ۱۴۰۰ دو ایستگاه مرزداران و اقدسیه در خطوط ۶ و ۳ در ۲۵ اردیبهشت و دو ایستگاه مدافعان سلامت و شهرک آزمایش در خطوط ۷ و ۶ در ۲۷ خرداد به بهره‌برداری رسید. در ۱۹ مهر همان سال نیز ایستگاه شهید رضایی در خط ۶ مورد بهره‌برداری قرار گرفت. در دی ۱۴۰۰ نیز ایستگاه توحید از بخش مربوط به خط ۷ و در (تقاطع با خط ۴) به بهره‌برداری رسید.
در خرداد ۱۴۰۱، ایستگاه شهدای هفده شهریور به بهره‌برداری رسید. افتتاح‌های سال ۱۴۰۱ با افتتاح ایستگاه شهید دادمان در خط ۷ و بخش میانی خط ۶ با ۴ ایستگاه (شهدای هفتم تیر، میدان ولیعصر، بوستان لاله و کارگر) در ۲۷ اسفند ماه به پایان رسید.
در ۹ اردیبهشت ۱۴۰۲ ایستگاه علامه جعفری از توسعه غربی خط ۴ افتتاح شد و از این پس تا زمان افتتاح ایستگاه چهارباغ، ایستگاه علامه جعفری ایستگاه پایانی خط ۴ می‌باشد. در ۱۸ مهر ۱۴۰۲ نیز ایستگاه میدان کتاب در خط ۷ و ایستگاه‌های شهر زیبا، شهران و شهید آرمان علی‌وردی (کوهسار) در نیمه شمالی خط ۶ مورد بهره‌برداری قرار گرفتند. بخش نهایی انشعاب اول خط ۱ (مترو تهران) که از ایستگاه شهر فرودگاهی امام خمینی تا ایستگاه شهر پرند است در ۹ آذر ۱۴۰۲ توسط رئیس‌جمهور افتتاح شد. افتتاح‌های سال ۱۴۰۲ با افتتاح ایستگاه‌های آیت‌الله کاشانی، شهدای کن و بهار شیراز از بخش شمالی و میانی خط ۶ مترو در ۲۶ اسفند ۱۴۰۲ پایان یافت.
در سال ۱۴۰۳ تنها یک ایستگاه مترو در خط ۶ به بهره‌برداری رسید. ایستگاه متروی میدان خراسان در ۲۷ اسفند افتتاح شد.

## خطوط و ایستگاه‌ها

### خطوط
| رنگ      | نشانه              | خط                                   | مسیر                                             | ایستگاه‌هاالف | درازا (کیلومتر) | افتتاح اولیهب |
| -------- | ------------------ | ------------------------------------ | ------------------------------------------------ | ------------ | --------------- | ------------- |
| قرمز     |                    | خط ۱                                 | تجریش به کهریزک                                  | ۲۹           | ۳۷٫۵            | ۱۳۸۰          |
| قرمز     | خط شهر پرند        | شاهد-باقرشهر به شهر پرند             | ۳                                                | ۴۹٫۴         | ۱۳۹۵            |               |
| آبی      |                    | خط ۲                                 | فرهنگسرا به صادقیه                               | ۲۲           | ۲۴٫۶            | ۱۳۷۸          |
| فیروزه‌ای |                    | خط ۳                                 | قائم به آزادگان                                  | ۲۵           | ۳۳٫۷            | ۱۳۹۱          |
| زرد      |                    | خط ۴                                 | شهید کلاهدوز به علامه جعفری                      | ۲۰           | ۲۲٫۴            | ۱۳۸۷          |
| زرد      | خط فرودگاه مهرآباد | بیمه به پایانه ۴ و ۶ فرودگاه مهرآباد | ۳                                                | ۲٫۰          | ۱۳۹۴            |               |
| سبز      |                    | خط ۵                                 | تهران (صادقیه) به شهید سلیمانی (شهر جدید مهستان) | ۱۳           | ۶۷٫۵            | ۱۳۷۷          |
| صورتی    |                    | خط ۶                                 | دولت آباد به شهید آرمان علی‌وردی (کوهسار)         | ۲۴           | ۳۲٫۵            | ۱۳۹۸          |
| بنفش     |                    | خط ۷                                 | بسیج به میدان کتاب                               | ۲۱           | ۲۲٫۵            | ۱۳۹۶          |
| کل:      | کل:                | کل:                                  | کل:                                              | ۱۶۰          | ۲۹۲٫۱           |               |

توضیحات:
- الف  در انشعاب‌ها، ایستگاه مشترک هم در شمار ایستگاه‌های خط اصلی و هم در شمار ایستگاه‌های خط منشعب‌شده آمده‌است.[۶۵]
- ب تاریخ افتتاح نخستین ایستگاه‌ها[۶۷]

### ایستگاه‌ها

خطوط ۱۱ گانه متروی تهران بر اساس مصوبات معاونت حمل و نقل و ترافیک - خطوط سامانه تندرو هم در این نقشه موجود است.

- فهرست ایستگاه‌های مترو تهران

## خطوط در حال کار

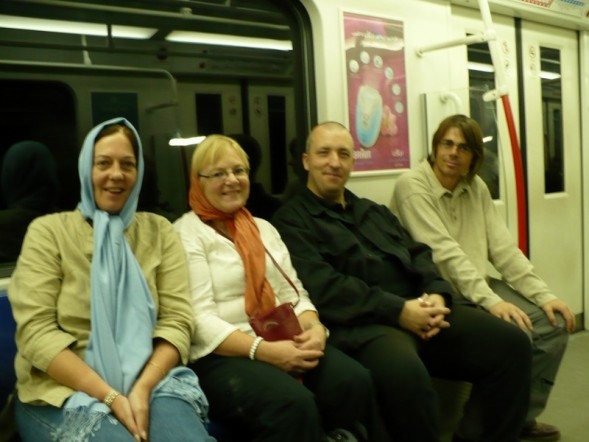
مسافران یکی از واگن‌ها

مترو تهران با شش خط درون‌شهری و یک خط برون‌شهری و دو انشعاب از خطوط اصلی به شرح ذیل در حال سرویس دهی می‌باشد:

### خط ۱
۱- خط یک به طول ۳۷٫۵ کیلومتر در شاخه اصلی و ۴۹٫۴ کیلومتر در انشعاب شهر پرند با ۲۹ ایستگاه در شاخه اصلی و ۳ ایستگاه در انشعاب فرودگاه امام خمینی از ایستگاه تجریش واقع در ابتدای خیابان شریعتی تا ایستگاه کهریزک واقع در ضلع جنوب شرقی بهشت زهرا قرار دارد. این خط پس از شروع از میدان تجریش طول خیابان شریعتی (خیابان شمیران) را به سمت جنوب طی کرده و با رسیدن به تقاطع خیابان میرداماد به سمت غرب متمایل شده و در طول این خیابان امتداد مسیر می‌دهد سپس در اواسط خیابان میرداماد مجدداً به سمت جنوب متمایل گشته و با عبور از اراضی عباس‌آباد به ابتدای خیابان شهید مفتح می‌رسد و در طول این خیابان تا میدان هفت تیر امتداد مسیر می‌دهد سپس وارد خیابان شهید مفتح شده و در طول این خیابان و خیابان سعدی امتداد می‌یابد. در حوالی خیابان اکباتان به سمت غرب متمایل شده و به میدان امام خمینی می‌رسد. سپس در طول خیابان خیام حرکت کرده و با رسیدن به محدوده خیابان شوش از زیر زمین خارج می‌شود و به موازات خطوط راه‌آهن سراسری تهران-مشهد تا شهر ری حرکت می‌نماید. سپس بار دیگر به سمت غرب متمایل شده و به ایستگاه شاهد-باقرشهر در ضلع شمال شرقی بهشت زهرا (س) و مرقد امام می‌رسد. این خط در اینجا به دو شاخه تقسیم می‌شود. شاخه اول با طی کردن ضلع غربی بهشت زهرا و پس از عبور از ایستگاه حرم مطهر به سمت شرق متمایل شده و در انتها به ایستگاه کهریزک می‌رسد. شاخه دوم با طول ۴۹٫۴ کیلومتر پس از عبور به سمت غرب در امتداد آزادراه خلیج فارس (اتوبان تهران-قم) به سمت جنوب متمایل شده و به ایستگاه شهر فرودگاهی امام خمینی و شهر پرند می‌رسد. این خط در ایستگاه شهید بهشتی با خط سه، در ایستگاه شهدای هفت تیر با خط شش، در ایستگاه دروازه دولت با خط چهار، در ایستگاه امام خمینی با خط دو و در ایستگاه میدان محمدیه با خط هفت تقاطع دارد.

### خط ۲
۲- خط دو به طول ۲۴٫۶ کیلومتر با ۲۲ ایستگاه از ایستگاه فرهنگسرا واقع در خیابان جشنواره جنب فرهنگسرا اشراق تا ایستگاه صادقیه واقع در ضلع جنوب غربی فلکه دوم صادقیه قرار دارد. این خط پس از آغاز در خیابان جشنواره وارد بزرگراه شهید قاسم سلیمانی شده و پس از طی مسیر به سمت غرب در حوالی میدان رسالت به سمت جنوب غرب متمایل شده و در طول خیابان شهید مدنی امتداد مسیر می‌دهد. سپس به میدان ابن سینا رسیده و از آنجا تا میدان بهارستان به سمت جنوب حرکت می‌کند. سپس بار دیگر به سمت جنوب غرب متمایل شده و پس از طی مسیر در امتداد خیابان اکباتان به میدان امام خمینی (سپه - توپخانه) می‌رسد. از میدان امام خمینی به سمت غرب در طول خیابان امام خمینی (سپه) تا میدان حر حرکت کرده و در حوالی این میدان به سمت شمال غرب متمایل می‌شود و با عبور در امتداد خیابان‌های دانشگاه جنگ و آذربایجان به خیابان آزادی می‌رسد و از طریق بلوار تیموری و خیابان گلاب به میدان صادقیه می‌رسد. این خط در ایستگاه شهید باقری با توسعه شرقی خط چهار، در ایستگاه امام حسین با خط شش، در ایستگاه دروازه شمیران با خط چهار، در ایستگاه امام خمینی با خط یک، در ایستگاه دانشگاه امام علی با خط سه (درحال ساخت)، در ایستگاه شهید نواب صفوی با خط هفت، در ایستگاه شادمان با خط چهار تقاطع داشته و در نهایت در انتهای خط و در ایستگاه صادقیه به صورت تبادلی به خط پنج متصل می‌شود.

### خط ۳
۳- خط سه به طول ۳۳٫۷ کیلومتر با ۲۵ ایستگاه از ایستگاه قائم واقع در شهرک قائم تا ایستگاه آزادگان واقع در بزرگراه آیت‌الله سعیدی نرسیده به بزرگراه آزادگان قرار دارد. این خط پس از آغاز در شهرک قائم در شمال شرق تهران در طول بزرگراه ارتش ادامه می‌یابد؛ سپس به سمت جنوب غربی متمایل شده و به میدان نوبنیاد می‌رسد. در ادامه و با عبور از زیر بزرگراه صیاد شیرازی به صورت شمال به جنوب به میدان سبلان رسیده و به سمت غرب در طول خیابان شهید بهشتی امتداد مسیر داده و سپس وارد خیابان ولیعصر شده و در طول خیابان ولیعصر و به سمت جنوب تا میدان راه‌آهن ادامه مسیر داده و سپس پادگان قلعه مرغی و بزرگراه آزادگان در مسیر بزرگراه آیت‌الله سعیدی در جنوب غربی تهران متمایل شده و به ایستگاه آزادگان منتهی می‌گردد. خط سه مترو در ایستگاه شهید بهشتی با خط یک، در ایستگاه میدان ولیعصر با خط شش، در ایستگاه تئاتر شهر با خط چهار، در ایستگاه مهدیه با خط هفت و در ایستگاه دانشگاه امام علی با خط دو (در حال ساخت) تقاطع خواهد داشت. تا کنون ایستگاه‌های بهره‌برداری شده این خط عبارتند از: قائم، شهید محلاتی، اقدسیه، نوبنیاد، حسین‌آباد، هروی، شهید زین الدین، خواجه عبدالله انصاری، شهید صیاد شیرازی، شهید قدوسی، سهروردی، شهید بهشتی، میرزای شیرازی، میدان جهاد، میدان ولیعصر، تئاتر شهر، منیریه، مهدیه، راه‌آهن، جوادیه، زمزم، شهرک شریعتی، عبدل آباد، نعمت‌آباد و آزادگان. هم‌اکنون ایستگاه تقاطعی دانشگاه امام علی، به عنوان ایستگاه باقی مانده خط ۳، در حال مطالعات اولیه برای ساخت می‌باشد.

### خط ۴
۴- خط چهار به طول ۲۲٫۴ کیلومتر در شاخه اصلی و ۲٫۰ کیلومتر در انشعاب فرودگاه مهرآباد با ایستگاه ۲۰ ایستگاه در شاخه اصلی و ۳ ایستگاه در انشعاب فرودگاه مهرآباد از ایستگاه شهید کلاهدوز واقع در انتهای خیابان پیروزی بزرگراه اسبدوانی تا ایستگاه علامه جعفری واقع در خیابان پروانه شمالی تقاطع بزرگراه علامه جعفری قرار دارد. این خط پس از شروع از بزرگراه شهید دوران در طول خیابان پیروزی به سمت غرب امتداد مسیر داده و پس از رسیدن به میدان شهدا به سمت شمال غرب متمایل می‌شود و با عبور از زیر خیابان ایران و میدان ابن سینا به خیابان انقلاب اسلامی می‌رسد، بخش عمده‌ای از این خط از زیر خیابان انقلاب اسلامی و آزادی می‌گذرد و پس از رسیدن به میدان آزادی در امتداد جاده مخصوص کرج ادامه مسیر داده و با رسیدن به ایستگاه بیمه شاخه مربوط به فرودگاه مهرآباد با ۳ ایستگاه به سمت جنوب و پایانه‌های مختلف فرودگاه مهرآباد از آن جدا می‌شود. شاخه اصلی خط ۴ در ادامه به سمت غرب امتداد مسیر می‌دهد و پس از رسیدن به شهرک اکباتان به سمت شمال تغییر مسیر داده و با عبور در امتداد بزرگراه ستاری به بلوار شقایق منتهی می‌گردد. این خط در ایستگاه میدان شهدا با خط ۶، در ایستگاه دروازه شمیران با خط ۲، در ایستگاه دروازه دولت با خط یک، در ایستگاه تئاتر شهر با خط سه، در ایستگاه توحید با خط ۷، مجدداً در ایستگاه شادمان با خط ۲ و در ایستگاه ارم‌سبز با خط پنج تقاطع دارد.

### خط ۵
۵- خط پنج (خط برون‌شهری) به طول ۶۷٫۵ کیلومتر با ۱۳ ایستگاه از ایستگاه صادقیه واقع در ضلع جنوب غربی فلکه دوم صادقیه تا ایستگاه متروی شهید قاسم سلیمانی واقع در شهر جدید مهستان قرار دارد. این خط موازی آزادراه تهران-کرج عبور می‌کند.

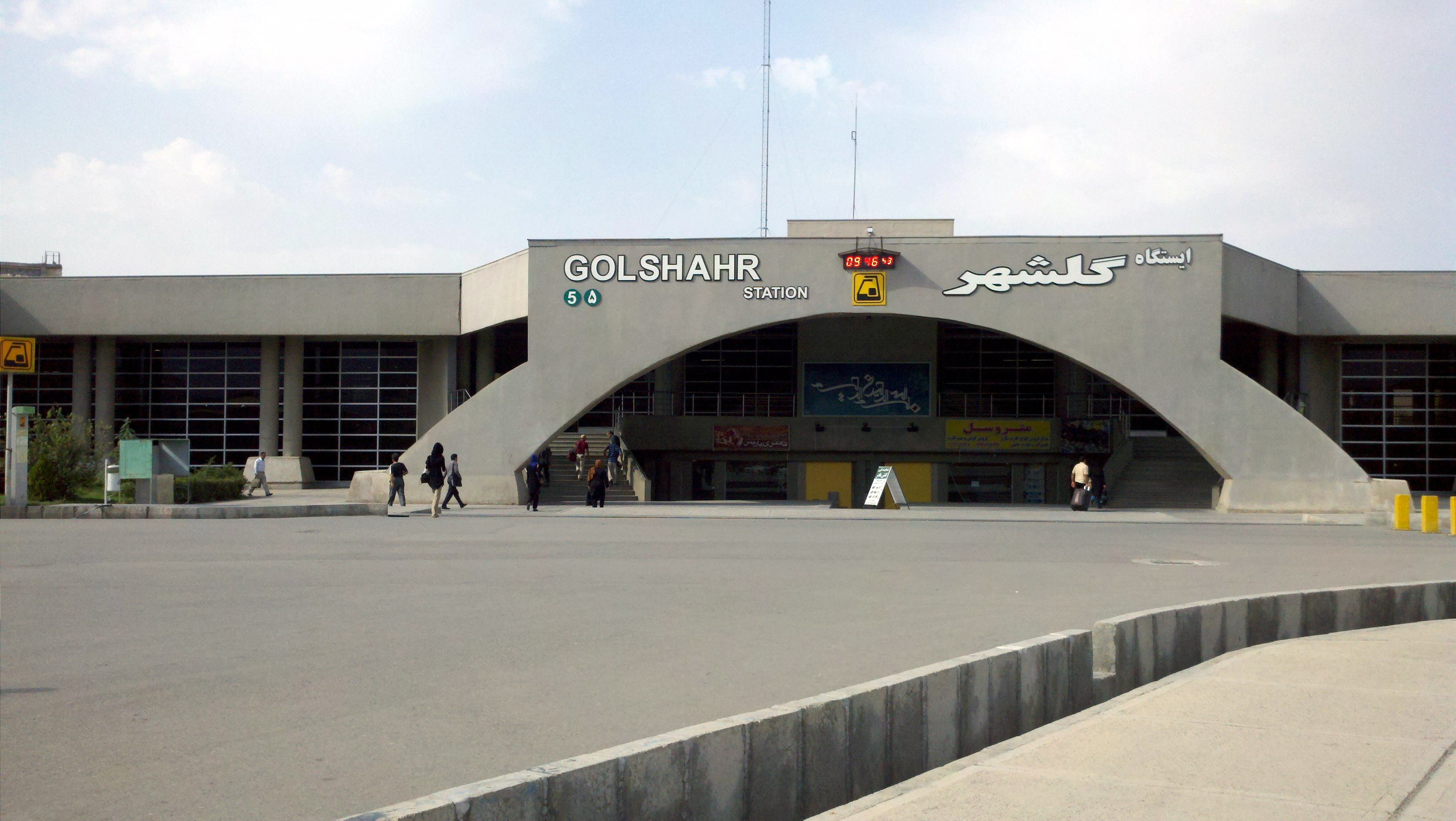
ایستگاه مترو گلشهر کرج

### خط ۶
۶- خط شش یک خط درون‌شهری به طول ۳۸ کیلومتر (۳۲٫۵ کیلومتر فعال) با ۳۲ ایستگاه (۲۴ ایستگاه فعال) است. این خط در زمان احداث کامل (۳۸ کیلومتر) به طولانی‌ترین خط مترو خاورمیانه تبدیل خواهد شد. انتهای جنوبی این خط به ایستگاه شهرری (ایجاد تقاطع با خط ۱) خواهد رسید و به خط قطار سریع‌السیر تهران - مشهد متصل خواهد شد. خط ۶ تا پایان ۱۴۰۱ به دو نیمه شرقی و غربی تقسیم شده و هنوز این دو نیمه به یکدیگر متصل نشده بودند. اما بخش میانی این خط ۲۷ اسفند ۱۴۰۱ با افتتاح ۴ ایستگاه راه‌اندازی شده تا بخش جنوبی و شمالی را به یکدیگر وصل کند. بخش میانی این خط به طول ۱۶٫۵ کیلومتر (۱۰ کیلومتر در نیمه شرقی و ۶٫۵ کیلومتر در نیمه غربی) با ۱۳ ایستگاه است. تاکنون ایستگاه‌های بهره‌برداری شده این خط عبارتند از: دولت‌آباد، کیان‌شهر، بعثت، شهید رضایی، میدان خراسان، امیرکبیر، میدان شهدا، امام حسین، بهار شیراز، شهدای هفت تیر، میدان ولیعصر، بوستان لاله، کارگر، دانشگاه تربیت مدرس، شهرک آزمایش، مرزداران، یادگار امام، شهید اشرفی اصفهانی، شهید ستاری، آیت‌الله کاشانی، شهر زیبا، شهران، شهدای کن و شهید آرمان علی‌وردی (کوهسار). در حال حاضر ایستگاه میدان شهدا در تقاطع با خط ۴، ایستگاه امام حسین در تقاطع با خط ۲، شهدای هفت تیر در تقاطع با خط ۱، میدان ولیعصر در تقاطع با خط ۳ و ایستگاه دانشگاه تربیت مدرس در تقاطع با خط ۷ قرار داشته و به صورت دو طبقه است.

### خط ۷
۷- خط هفت یک خط درون‌شهری به طول ۲۷ کیلومتر (۲۲٫۵ کیلومتر فعال) با ۲۴ ایستگاه (۲۱ ایستگاه فعال) است. این خط که عمیق‌ترین خط مترو تهران است در حال حاضر از ایستگاه بسیج در تقاطع بزرگراه شهید محلاتی و بسیج آغاز شده و به ایستگاه میدان کتاب واقع در میدان کتاب می‌رسد. تاکنون ایستگاه‌های بهره‌برداری شده این خط عبارتند از: بسیج، آهنگ، چهل تن دولاب، شهدای هفده شهریور، میدان قیام، مولوی، میدان محمدیه، مهدیه، هلال احمر، بریانک، کمیل، رودکی، شهید نواب صفوی، توحید، مدافعان سلامت، دانشگاه تربیت مدرس (پل گیشا - پل نصر)، بوستان گفتگو، برج میلاد تهران، میدان صنعت، شهید دادمان و میدان کتاب.

## مدیران مترو

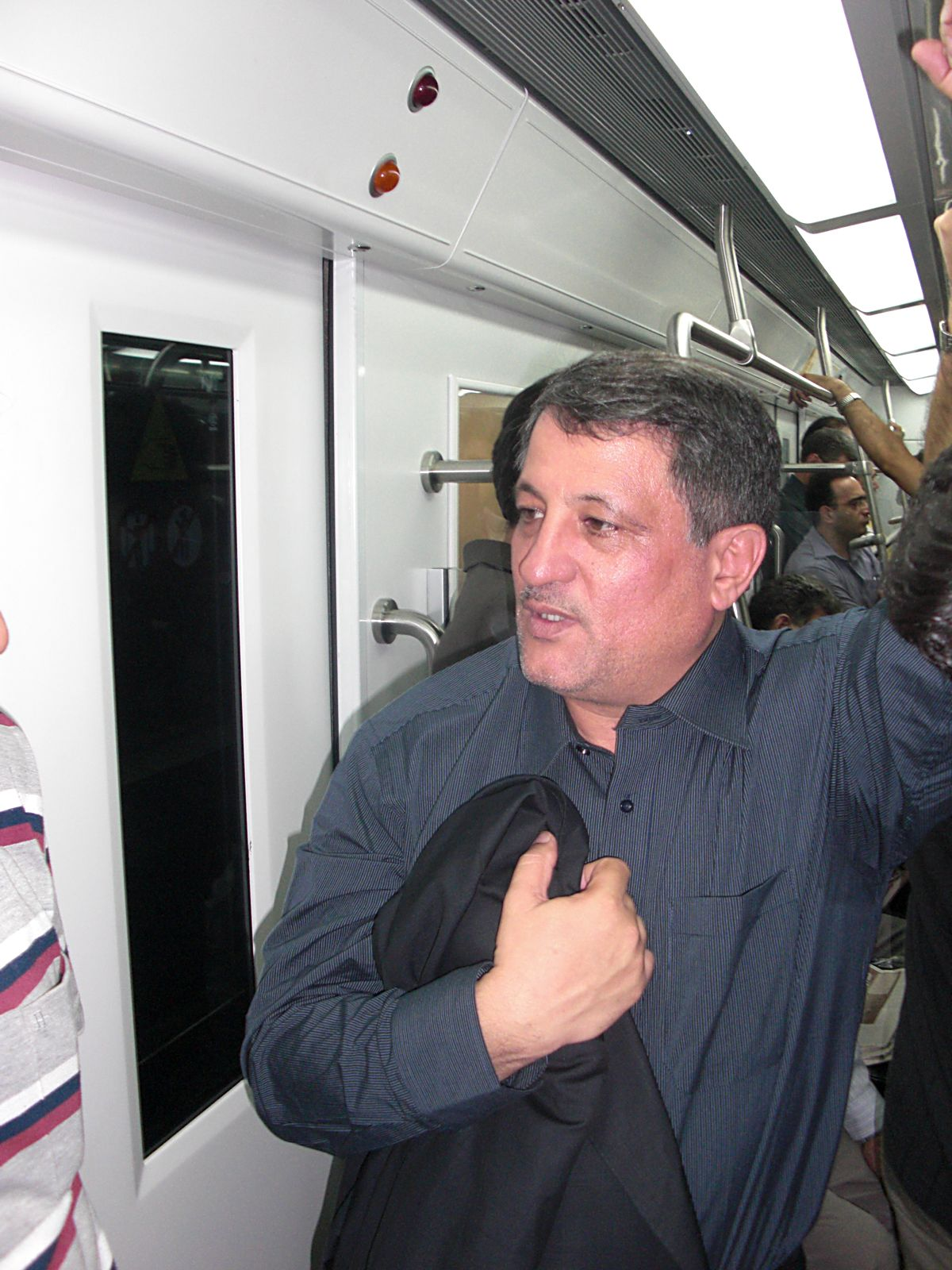
محسن هاشمی رفسنجانی رئیس هیئت مدیره و مدیرعامل پیشین مترو تهران در یکی از واگن‌های این مترو

از آغاز تأسیس شرکت مترو تهران و حومه، مدیران‌عامل مختلفی در زمان‌های گوناگون در آن مدیریت کرده‌اند. در جدول زیر نام و زمان تقریبی دوران مدیریت هر یک از آن‌ها آورده شده‌است:
| ردیف | مدیر عامل مترو           | زمان مدیریت              |
| ---- | ------------------------ | ------------------------ |
| ۱    | سیف‌الدین مرعشی           | ۱۳۵۴ تا ۱۳۵۶             |
| ۲    | پرویز ماجدی              | ۱۳۵۶ تا ۱۳۵۷             |
| ۳    | عبدالحسین ابراهیمی قاجار | ۱۳۵۷                     |
| ۴    | سید علی احمدیان          | ۱۳۶۰ تا ۱۳۶۱             |
| ۵    | منوچهر لطفی              | ۱۳۶۱ تا ۱۳۶۴             |
| ۶    | اسماعیل روحانی           | ۱۳۶۴ تا اسفند ۱۳۶۵       |
| ۷    | اصغر ابراهیمی اصل        | ۱۳۶۵ تا ۱۳۷۶             |
| ۸    | محسن هاشمی               | ۱۳۷۶ تا ۱۳۸۹             |
| ۹    | هابیل درویشی             | ۱۳۸۹ تا ۱۳۹۶             |
| ۱۰   | علی امام                 | ۱۳۹۶ تا ۱۴۰۰             |
| ۱۱   | مسعود درستی              | بهمن ۱۴۰۰ تا آبان ۱۴۰۱   |
| ۱۲   | محسن هرمزی               | آبان ۱۴۰۱ تا اسفند ۱۴۰۲  |
| (۱۱) | مسعود درستی              | اسفند ۱۴۰۲ تا مرداد ۱۴۰۳ |
| ۱۳   | نعمت‌الله فرزان‌پور        | مرداد ۱۴۰۳ تاکنون        |

## برنامه‌های توسعه

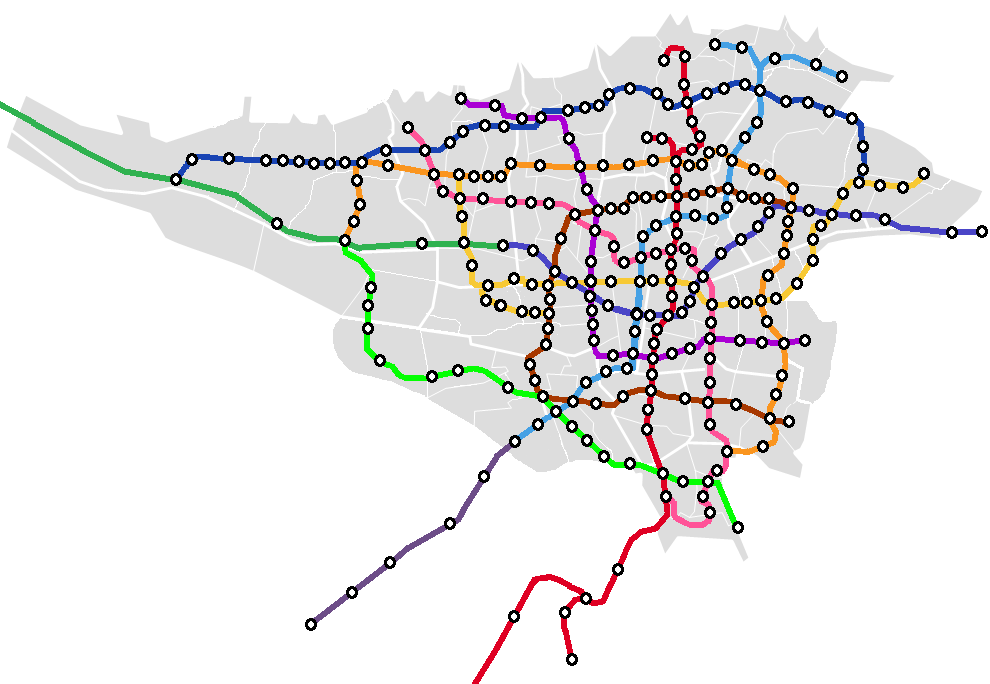
افق توسعه شبکه مترو تهران تا سال ۱۴۱۰

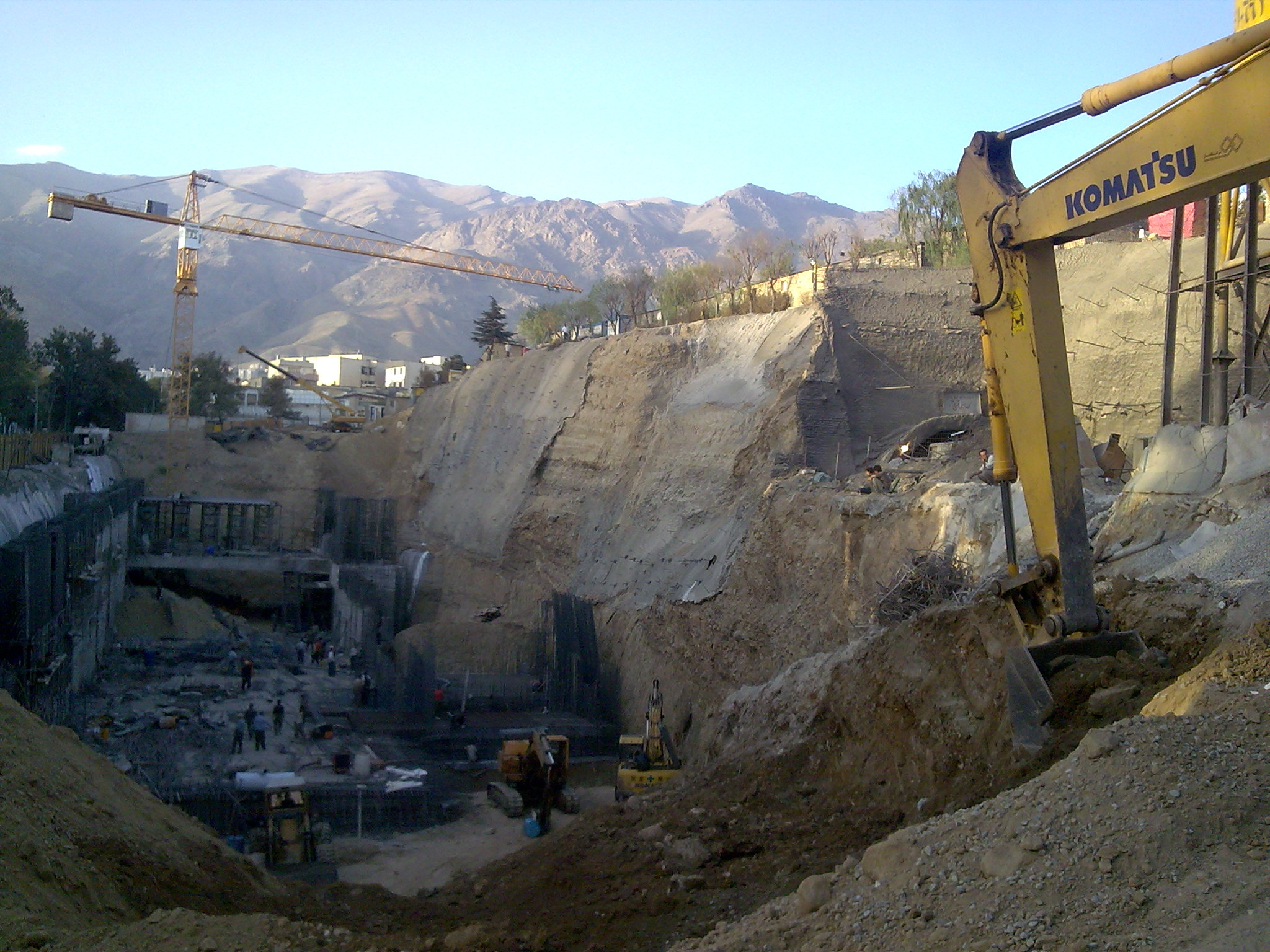
ساخت ایستگاه مترو قیطریه، ۶ مهر ۱۳۸۷

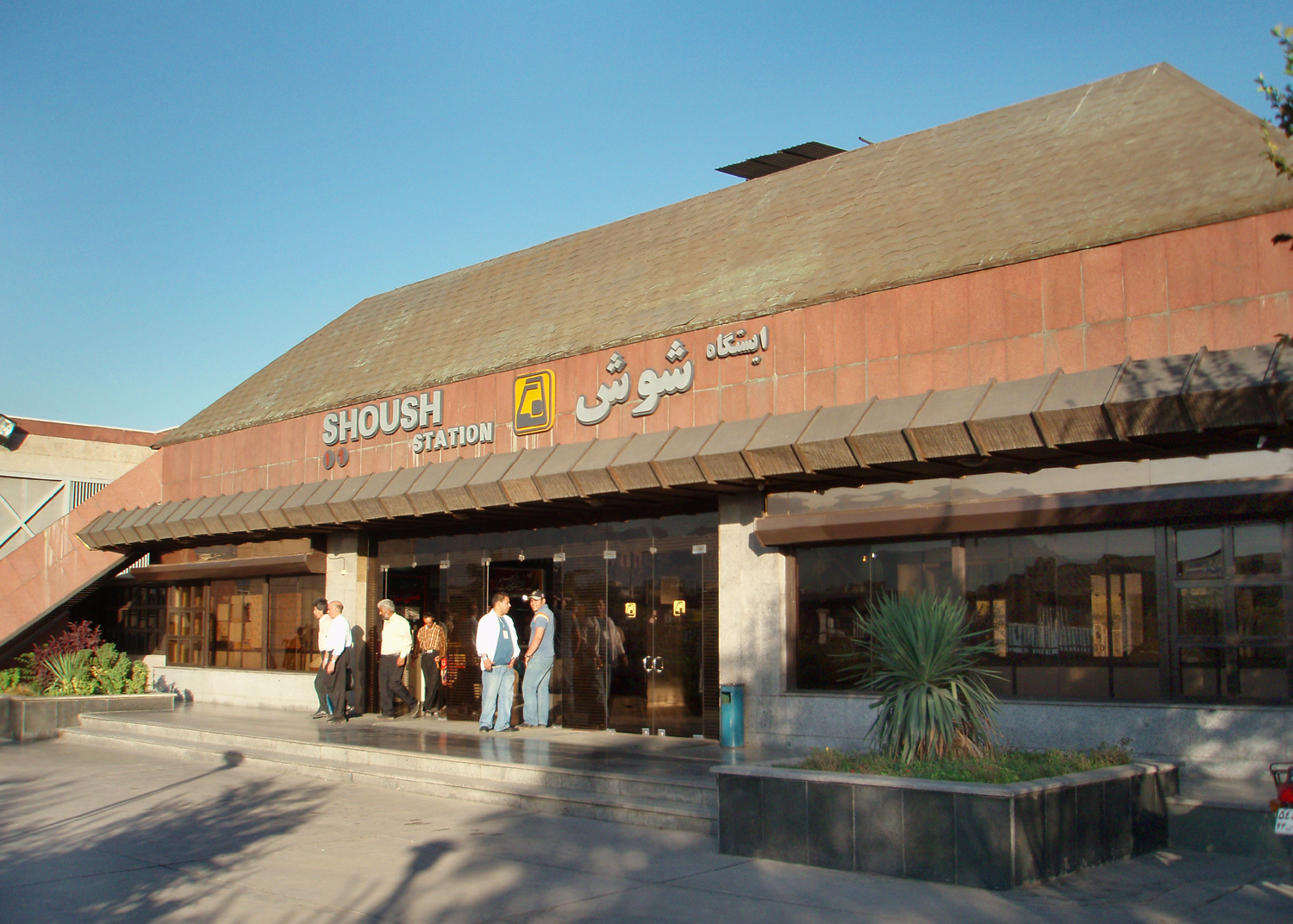
ایستگاه مترو شوش

طبق آخرین مطالعات ترافیکیِ انجام شده، خطوط مترو شهر تهران به دو نوع کلی تقسیم می‌شوند:
الف) خطوط عادی مترو شهر تهران شامل ۱۰ خط با شماره‌های ۱ تا ۱۱ است. (خط ۵ یکی از خطوط برون‌شهری و به‌عنوان خط سریع‌السیر اول شناخته می‌شود). خطوط ۸، ۹ و ۱۰ در حال ساخت و خط ۱۱ در حال حاضر در دست مطالعه بوده و شورای عالی ترافیک ساخت این خط را منوط به انجام «مطالعات جامع حمل و نقل ریلی تهران» نموده‌است.
- خط ۱:

طرح توسعه خط ۱ که مدتی خط هشت نامگذاری شده بود از ایستگاه شاهد-باقرشهر آغاز و در ایستگاه شهر پرند به پایان می‌رسد. بخش اول این انشعاب در ۳۰ فروردین ۱۳۹۵ با افتتاح مسیر ایستگاه شاهد-باقرشهر تا ایستگاه شهرآفتاب به بهره‌برداری رسید، همچنین در ادامه از ایستگاه شهرآفتاب تا ایستگاه شهر فرودگاهی امام خمینی در تاریخ ۱۶ مرداد ۱۳۹۶ افتتاح شده‌است. بخش سوم مترو از ایستگاه شهر فرودگاهی امام خمینی تا ایستگاه شهر پرند در ۹ آذر ۱۴۰۲ به بهره‌برداری رسید. همچنین ایستگاه متروی واوان که ایستگاه بین‌راهی این خط می‌باشد، در دست طراحی و مطالعات قرار دارد.
- خط ۲:

طرح توسعه خط ۲ از ایستگاه فرهنگسرا تا شهر جدید پردیس در دست مطالعات نهایی است. این طرح شامل ۲ مرحله می‌شود که مرحله اول از ایستگاه فرهنگسرا تا ایستگاه پایانه جدید شرق می‌باشد. مرحله دوم آن از ایستگاه پایانه جدید شرق تا ایستگاه شهر جدید پردیس است. همچنین ظاهراً این ایستگاه، یک ایستگاه تقاطعی شود که یک طرف خط ۲ بطرف دماوند و فیروزکوه و طرف دیگر بطرف آمل و ساری توسعه می‌یابد که مترو تهران-شمال را تشکیل می‌دهد.
- خط ۳:

طرح توسعه خط ۳ به سمت جنوب غربی در حال انجام است. در بخش توسعه جنوب و جنوب غربی این خط از ایستگاه آزادگان به سمت اسلامشهر امتداد مسیر می‌دهد. پس از مذاکرات اولیه در اظهار نظری اعلام شد که این خط نیز مانند خط مترو تهران-کرج-هشتگرد دارای ایستگاه تبادلی با ایستگاه خط ۳ مترو یعنی ایستگاه آزادگان می‌شود. اما در نهایت و با طراحی انجام گرفته مقرر شد که این خط به صورت توسعه خط ۳ و به صورتی ساخته شود که مسافران بدون پیاده شدن از قطار بتوانند وارد شبکه متروی تهران شوند. این خط توسعه، از ایستگاه مترو آزادگان آغاز شده و عبور از چهاردانگه و شاطره به ایستگاه میدان نماز اسلامشهر می‌رسد طبق گفته مسئولان، احتمالا متروی تهران-اسلامشهر در سال ۱۴۰۴ به بهره‌برداری خواهد رسید. شایان ذکر است که طبق طراحی اولیه، خط سه در آغاز قرار بود در امتداد خیابان مجیدیه ساخته شود و با بازنگری در طراحی‌ها، مسیر این خط از خیابان مجیدیه به بزرگراه صیاد شیرازی تغییر یافت.
- خط ۴:

طرح توسعه خط ۴ شامل ۲ توسعه شرقی و غربی است که توسعه غربی در مراحل نهایی ساخت و توسعه شرقی در ابتدای مراحل ساخت قرار دارد. طبق طرح جامع از سمت غرب نیز از ایستگاه ارم سبز تا محدوده خیابان جنت‌آباد در شمال بزرگراه شهید همت به میانه خط ۹ وصل می‌شود. در این مسیر سه ایستگاه احداث می‌شود که شامل ایستگاه علامه جعفری ، ایستگاه آیت‌الله کاشانی (در حال تکمیل) متقاطع با خط ۶ و ایستگاه چهارباغ واقع در میدان چهار باغ جنت‌آباد جنوبی که با خط ۹ ایستگاه تقاطعی و تبادلی خواهد داشت. به گفته مدیر عامل شرکت مترو تهران، ایستگاه آیت‌الله کاشانی در سال ۱۴۰۳ و ایستگاه مترو چهارباغ در سال ۱۴۰۴ به بهره‌برداری خواهند رسید. خط ۴ مترو از سمت شرق از ایستگاه شهید کلاهدوز در بزرگراه شهید یاسینی به سمت شمال و بزرگراه شهید باقری و عبور از خط ۲ به‌صورت تقاطعی در ایستگاه شهید باقری در محدوده تهرانپارس و قنات کوثر گسترش خواهد یافت و به ابتدای خط ۱۰ در تقاطع بزرگراه شهید زین‌الدین و بزرگراه شهید باقری یعنی ایستگاه فلکه سوم تهران پارس وصل خواهد شد و در نهایت به ایستگاه بهار در جوار دانشگاه آزاد واحد تهران شمال ختم می‌شود. ایستگاه‌های جدید این مسیر شامل ایستگاه تهران نو در انتهای بزرگراه شهید باقری و بزرگراه شهید یاسینی، ایستگاه میدان شقایق در شمال تقاطع پل خاقانی، ایستگاه امیری طامه در تقاطع خیابان ۱۴۲ غربی، ایستگاه شهید باقری در تقاطع بزرگراه شهید باقری و بزرگراه رسالت، ایستگاه تهران پارس غربی در حوالی خیابان ۱۹۶ غربی و ایستگاه فلکه سوم تهران پارس بالاتر از پل قنات کوثر در تقاطع بزرگراه شهید زین‌الدین که ایستگاه ابتدایی و مشترک خط ۴ و ۱۰ می‌باشد. پس از آن، به ترتیب ایستگاه پروین، ایستگاه گلشن و در نهایت ایستگاه بهار در حوالی دانشگاه خواجه نصیر پردیس رضایی نژاد می‌باشد. همچنین انشعاب خط ۴ به سمت فرودگاه بین‌المللی مهرآباد نیز شامل توسعه می‌باشد که طی آن خط از پایانهٔ ۴ و ۶ فرودگاه مهرآباد بسمت خیابان هاشمی کشیده و نهایتاً با یکی از ایستگاه‌های خط ۸ تقاطع ایجاد خواهد کرد. این طرح در دست مطالعات است.
- خط ۵:

مطالعه توسعه امتداد خط ۵ از ایستگاه متروی شهید قاسم سلیمانی تا شهر قزوین در جریان است. در این توسعه، ایستگاه متروی شهید فخری‌زاده (حدفاصل بین دو ایستگاه گلشهر و شهر جدید مهستان (هشتگرد))، در نزدیکی شهرک صنعتی ماموت هم بهره‌برداری شده‌است.
- خط ۶:

توسعه خط ۶ شامل ۲ توسعه شمالی و جنوبی است. در حال حاضر توسعه این خط از مترو از سمت جنوب و داخل بخش بهره‌برداری شده (ایستگاه دولت‌آباد تا ایستگاه شهید ستاری) در دست اجرا می‌باشد و توسعه این خط از سمت جنوب از ایستگاه دولت‌آباد تا ایستگاه حرم حضرت عبدالعظیم و در ادامه تا ایستگاه شهرری در تقاطع با خط ۱ و داخل محدوده یعنی ایستگاه شهدای هفده شهریور در تقاطع با خط ۷، ایستگاه سرباز و ایستگاه شهید نجات‌اللهی در دست انجام است. آنطور که مسئولان شرکت مترو اعلام کرده‌اند قرار است خط ۶ مترو تهران تقریباً تکمیل شود. بر این اساس، ۳ ایستگاه باقیمانده این خط در سال ۱۴۰۴ به غیر از ایستگاه‌های توسعه جنوبی خط، تکمیل و به بهره‌برداری می‌رسند. 
- خط ۷:

طرح توسعه خط ۷ از سمت شرق از ایستگاه بسیج تا ایستگاه ورزشگاه تختی در شهرک امیرالمؤمنین (قصر فیروزه) و در کنار ورزشگاه تختی تهران در حال تکمیل است و قرار است این مسیر در سال ۱۴۰۴ به بهره‌برداری برسد. همچنین طرح توسعه این خط در شمال‌غربی تهران از ایستگاه میدان کتاب تا میدان دانشگاه واقع در ضلع جنوبی واحد علوم و تحقیقات دانشگاه آزاد در شمال بزرگراه شهید ستاری از اسفند سال‌ ۱۴۰۲ آغاز شده‌است و ساخت آن ۲ سال به طول می‌انجامد.
- خط ۸:

خط ۸ مترو تهران یکی از خطوط جدید متروی تهران است که ساخت آن از اسفند سال ۱۴۰۲ آغاز شده‌است‌. این خط هسته مرکزی تهران را به شکل حلقه U مانند پوشش می‌دهد به شکلی که از جنوب محله افسریه آغاز و پس از عبور از میدان بسیج، بزرگراه بعثت، بزرگراه تندگویان، محدوده پادگان قلعه مرغی یا بوستان ولایت، محدوده شهرک شریعتی و عبدل آباد، سه راه آذری، بزرگراه آیت‌الله سعیدی، میدان فتح، بزرگراه یادگار امام، بزرگراه شیخ فضل‌الله نوری، بزرگراه جلال آل‌احمد، یوسف‌آباد، میدان آرژانتین، بزرگراه رسالت تا میدان رسالت؛ به‌صورت تقاطعی در ایستگاه سرسبز از خط ۲ و خط ۹ خاتمه می‌یابد. این مسیر مترو در ابتدا یعنی میدان بسیج با خط ۹ دارای پایانه یا ایستگاه مشترک می‌باشد؛ سپس با خط ۶ در ایستگاه بعثت و ایستگاه شهرک آزمایش متقاطع و در خط ۱ با ایستگاه پایانه جنوب و ایستگاه مصلای امام خمینی دارای ایستگاه تبادلی است. در خط ۳ در ایستگاه شهرک شریعتی و ایستگاه خواجه عبدالله انصاری ایستگاه تبادلی دارد و بعدها با ایستگاه سعیدی در خط ۱۱ در محدوده عبدل‌آباد ایستگاه تقاطعی خواهد داشت و در خط ۴ با ایستگاه دکتر حبیب‌الله و در خط ۲ با ایستگاه دانشگاه شریف و ایستگاه سرسبز متقاطع می‌شود و در خط ۷ در ایستگاه بوستان گفتگو تقاطع دارد.
- خط ۹:

خط ۹ مترو تهران یکی از خطوط جدید متروی تهران است که ساخت آن از اردیبهشت سال ۱۴۰۳ آغاز شده‌است‌ و از ایستگاه مترو چیتگر واقع در خط ۵ (صادقیه - کرج و گلشهر) آغاز و با عبور از بلوار کوهک واقع در منطقه ۲۲ وارد بزرگراه آیت‌الله مهدوی کنی شده و در ضلع جنوب غربی تقاطع بزرگراه شهید همت و بزرگراه مهدوی کنی با یکی از ایستگاه‌های خط ۱۰ متقاطع شده و در حرکت به سوی شرق وارد بزرگراه شهید همت می‌شود و در ایستگاه شهران (در حال ساخت) از بخش شمالی خط ۶ متقاطع بوده و با عبور تقاطعی از توسعه غربی خط ۴ در ایستگاه چهارباغ (در حال ساخت) در تقاطع ضلع جنوبی بزرگراه همت و شمال میدان چهارباغ جنت آباد از طریق خیابان پارک واقع در ضلع شرقی محله پونک و بلوار همیلا بسمت بوستان نهج‌البلاغه و از طریق بلوار ایوانک محله شهرک غرب با عبور از بخش غربی خط ۷ در تقاطع ایستگاه میدان صنعت از بلوار ایران زمین و خیابان ملاصدرا و عبور از میدان ونک وارد بزرگراه شهید حقانی شده و با عبور تقاطعی از ایستگاه شهید حقانی واقع در خط ۱ وارد خیابان کوشا در محله کتابی شده و با احداث سه ایستگاه در محل میدان جوانان، تقاطع خیابان پاسداران و شهید گل نبی، خیابان فرخی یزدی محله ضرابخانه به صورت متقاطع از خط ۳ در ایستگاه شهید زین‌الدین رد شده و در ضلع جنوبی بزرگراه شهید زین الدین با احداث دو ایستگاه در میدان ملت محله مجیدیه شمالی و انتهای خیابان شهید کرد در ضلع غربی بزرگراه امام علی به سمت جنوب شرق متمایل خواهد شد و از اراضی مابین محله شمیران نو و کوهک عبور و با احداث یک ایستگاه در بلوار هنگام مقابل اداره مرکزی شرکت واحد اتوبوسرانی تهران وارد خیابان شهید آیت شده و با گذر از بزرگراه رسالت در تقاطع ایستگاه سرسبز واقع در خط ۲ و به عنوان ایستگاه ابتدایی بخش شمالی خط ۸ به سمت محله نارمک و میدان نبوت از خیابان دماوند عبور و از میدان امامت و محله نیروی هوایی در تقاطع خیابان پیروزی به صورت متقاطع بخش شرقی خط ۴، ایستگاه نبرد را پشت سر گذاشته و وارد محله چهارصد دستگاه و خیابان نبرد شده و با احداث یک ایستگاه در تقاطع بلوار پاسدار گمنام به سوی ابتدای بزرگراه شهید محلاتی سیر می‌نماید و در بخش شرقی خط ۷ به صورت ایستگاه تقاطعی در ایستگاه بسیج وارد بزرگراه بسیج شده و در ضلع جنوب شرقی میدان بسیج (سه راه افسریه) با ایستگاه دوم بخش جنوبی خط ۸ متقاطع شده و از مسیر جاده خاوران وارد محله مشیریه شده و با طی مسیر و احداث یک ایستگاه در بلوار صالحی این محله بسمت ضلع غربی بزرگراه امام علی سیر نموده و در تقاطع با ایستگاه دولت‌آباد بخش جنوبی خط ۶ به پایان مسیر خود می‌رسد.
- خط ۱۰:

خط ۱۰ مترو تهران یکی از خطوط جدید متروی تهران است که ساخت آن از شهریور ۱۳۹۹ آغاز و عملیات اجرایی آن در ۲۲ اردیبهشت ۱۴۰۰ شروع شد. این خط بیش از ۴۱ کیلومتر امتداد خواهد داشت و با بیشتر خطوط مترو (خط ۱ و ۳ تا ۷ و ۹) به غیر از خط ۲، خط ۸ و خط ۱۱ تقاطع خواهد داشت و از ایستگاه فلکه سوم تهران پارس در تقاطع بزرگراه شهید زین‌الدین و بزرگراه شهید باقری و انتهای شمالی توسعه شرقی خط ۴ شروع و پس از طی بزرگراه شهید باقری بسمت شمال و بزرگراه شهید بابایی به سمت غرب در ایستگاه نوبنیاد با خط ۳ متقاطع، ادامه مسیر در بزرگراه صدر متقاطع با ایستگاه شهید صدر از خط ۱، عبور از بزرگراه مدرس، چهارراه پارک وی، بزرگراه شهید چمران، نمایشگاه بین‌المللی، میدان کاج، خیابان سرو، متقاطع با ایستگاه ابتدایی بخش غربی خط ۷ به نام ایستگاه میدان کتاب (در حال تکمیل)، بلوار کوهستان بسمت بزرگراه نیایش متمایل و در امتداد بزرگراه آبشناسان، شهران و بلوار کوهسار، متقاطع با خط ۶ در ایستگاه شهدای کن (در حال تکمیل)، در حوالی ضلع جنوب غربی بزرگراه شهید همت و بزرگراه آیت‌الله مهدوی کنی با خط ۹ متقاطع شده و به سمت غرب در منطقه ۲۲ از خیابان یاس نهم، میدان اتریش، بنفشه نهم، سروستان نهم، بلوار علامه محمد قزوینی، بلوار شهید جوزانی و ضلع شمالی دریاچه شهدای خلیج فارس (چیتگر) و امتداد آن بسمت ایران مال و شهرک شهید خرازی در نهایت به ایستگاه وردآورد از خط ۵ متصل خواهد شد.
- خط ۱۱:

خط ۱۱ مترو تهران که از ایستگاه چیتگر واقع در خط ۵ (صادقیه - کرج و گلشهر) آغاز و پس از عبور از زیر تقاطع بزرگراه آزادگان و آزاد راه تهران - کرج وارد بلوار اصلی و میدان تهرانسر شده و با عبور از مابین شهرک آسمان و شهرک هواپیمایی کشوری و گذر از بزرگراه فتح وارد اراضی و محله نوروزآباد (تهران) شده و از محله خلیج فارس به سمت شرق متمایل شده و از محلات سعیدآباد (تهران)، شمال شادآباد علیا عبور نموده و از میانه محله یافت آباد و شهرک ولیعصر واقع در منطقه ۱۸ از تقاطع بزرگراه سعیدی و خیابان زمزم عبور می‌نماید و در محله عبدل آباد با یکی از ایستگاه‌های خط ۸ ایستگاه تقاطعی خواهد شد و بلافاصله به صورت متقاطع از ایستگاه عبدل‌آباد واقع در خط ۳ رد شده و پس از عبور از بلوار نور به سمت جنوب شرق متمایل خواهد شد و از اراضی غربی و جنوبی میدان مرکزی میوه و تره بار تهران از زیر بزرگراه آزادگان و عبور از اطراف محله‌های خانی آباد نو، صالح آباد غربی و شرقی، شهرک رسالت و شمال محله سیزده آبان شهرری تا تقاطع خیابان شهید رجایی سیر مسیر نموده و به صورت متقاطع خط ۱ در ایستگاه جوانمرد قصاب را پشت سر گذاشته و وارد شهرری شده و از شمال حرم عبدالعظیم و با عبور از تقاطع خط ۶ در انتها پس از عبور بزرگراه شهید کریمی (کمربندی شهرری) در حوالی سه راه تقی‌آباد شهرری به پایان می‌رسد.
- خط A و B اکسپرس

همچنین قرار است ۲ خط اکسپرس نیز ساخته شود که تفاوت عمده ای با خطوط اصلی دارد و قطارهای آن تقریباً مشابه قطارهای خط ۵ باشد
- با ساخت خطوط اکسپرس شمار خطوط مترو تهران به ۱۴ خط می‌رسد که البته امکان افزایش خطوط و تغییرات در طراحی خطوط می‌باشد.

## طراحی ایستگاه‌ها و خطوط و تجهیزات

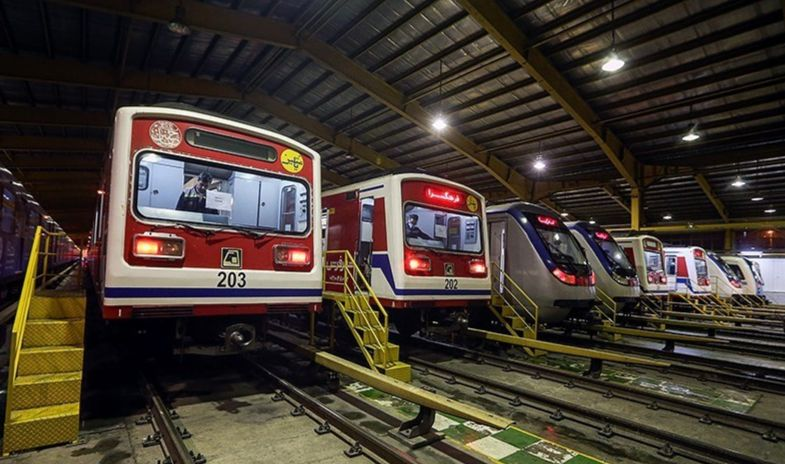
دپو قطارهای مترو تهران

طراحی خطوط مترو و جانمایی ایستگاه‌های آن بر مبنای طرح جامع شهرسازی تهران و مراکز جمعیتی و مسافرپذیر انجام شده‌است. بر این مبنا ایستگاه‌های مترو و درازای سکوی آن‌ها نیز طراحی‌های متفاوتی دارند. در واقع در خطوط ۳ و ۴ مترو، درازای سکوی ایستگاه‌ها از سایر خطوط بلندتر بوده و در خط انشعابی فرودگاه مهرآباد شاهد کوتاه‌ترین درازای سکو می‌باشیم. (در سایر خطوط ۱۴۰ متر، در خطوط ۳ و ۴ مترو، ۱۵۸ متر و در خط انشعابی فرودگاه مهرآباد ۸۰ متر) و به همین علت در دو خط ۳ و ۴ امکان استفاده از قطارهای ۸ واگنه نیز وجود دارد. اما در حال حاضر از همان قطارهای ۷ واگنه خطوط ۱ و ۲ در خط ۴ استفاده می‌شود. همچنین در خط انشعابی فرودگاه مهرآباد با توجه به درازای سکوها از قطارهای ۴ واگنی استفاده می‌شود.
در خطوط درون‌شهری مترو تهران (خطوط ۱، ۲، ۳، ۴، ۶، ۷) از سه نوع قطار استفاده می‌شود، هر سه نوع قطارها از منبع تغذیهٔ تماسی با ریل سوم ۷۵۰ ولت DC بهره می‌برند، توان موتور نوع یک ۱۳۲ کیلو وات توان موتور نوع دو و سه ۱۸۰ کیلووات است. نوع سوم قطارها کاملاً مشابه نوع دوم است با این تفاوت که بدنهٔ واگن‌ها از فولادی به آلومینیومی تغییر یافته و بر این مبنا راندمان قطار افزوده شده و مصرف انرژی کاهش می‌یابد.
حداکثر ظرفیت اسمی حمل مسافر در هر واگن (نشسته و ایستاده) در هر سه نوع قطارها میان ۱۹۰–۱۸۰ نفر است، همچنین هر سه نوع قطارها مجهز به سیستم‌های تهویه مطبوع، گرمایش، سیستم صوتی اعلام خبر و سیستم اعلام خطر و ایمنی است. مهم‌ترین تفاوت ظاهری قطارهای مترو آن است که در قطارهای نوع اول، واگن‌ها کلاً از هم جدا بوده و توسط یک در و یک پل فلزی در خارج از فضای واگن بهم ارتباط دارند که این در معمولاً قفل است. اما در قطارهای نوع دوم و سوم، نمای داخلی واگن‌ها شبیه به یک سالن بهم پیوسته‌است و فاصلهٔ میان هر واگن با واگن دیگر توسط یک پل و یک فضای آکاردئونی شکل در داخل فضای آن پر شده‌است که از نظر توزیع مناسب مسافر در تمامی واگن‌ها این نوع چیدمان یک مزیت محسوب می‌شود.

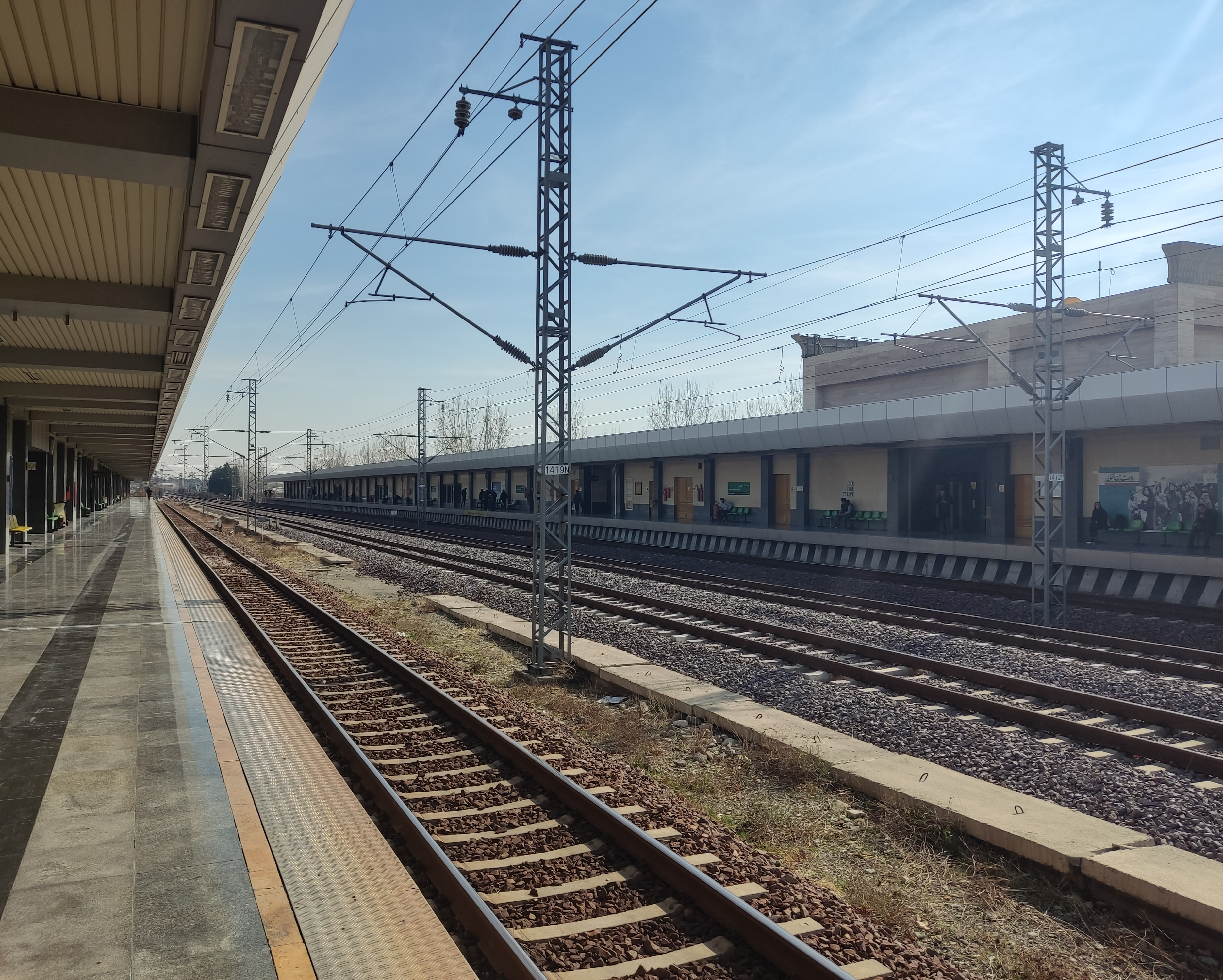
خطوط الکتریکی ۲۵ کیلوولت در خط ۵ مترو که از نوع بالاسری است

در خط ۵ مترو از قطارهای دو طبقه بهره گرفته شده‌است، قطارهای خط ۵ به روش بالاسری (۲۵ کیلو ولت AC) تغذیه می‌شوند و حداکثر توان موتور ۸۰۰ کیلووات است، حداکثر ظرفیت اسمی حمل مسافر در هر واگن (نشسته و ایستاده) در قطارهای خط پنج ۲۱۲ نفر است، این قطارها نیز مجهز به سیستم‌های تهویهٔ مطبوع، گرمایش، سیستم صوتی اعلام خبر و سیستم اعلام خطر و ایمنی است.

## آمارها
مترو تهران با درازای شبکه ۲۹۶ کیلومتر، رتبه ۱۵ را در میان قطارهای شهری کشورهای جهان دارد و همچنین طولانی ترین و بزرگترین مترو جهان اسلام است. و طبق آمار منتشر شده توسط معاونت حمل و نقل و ترافیک شهرداری تهران، شمار سفرهای صورت گرفته توسط مترو تهران در سال ۱۳۹۷ به بیش از ۸۲۰ میلیون سفر و از ابتدای راه‌اندازی تا پایان سال ۹۲ به ۵ میلیارد سفر رسیده‌است. به ازای هر سفر با مترو ۰٫۶۵ لیتر صرفه‌جویی در مصرف بنزین انجام می‌شود که با احتساب تحقق ۵ میلیارد جابه‌جایی توسط مترو تهران تاکنون حدود ۱ میلیارد دلار صرفه‌جویی در مصرف بنزین صورت گرفته‌است.
ظرفیت فنی وجود دارد تا ۱۰ میلیون مسافر در روز با مترو جابه‌جا شوند (ولی به دلیل کمبود واگن این امر میسر نشده‌است. برای این کار باید شمار واگن‌ها دو برابر شود) که این امر سهم مترو در سفرهای درون‌شهری را به ۵۰ درصد می‌رساند. این در حالی است که در سال ۱۳۸۴ سهم مترو تنها ۴ درصد بود.

## بلیت
برای استفاده از مترو تهران از دو نوع بلیت می‌توان بهره برد:
1. بلیت‌های سفری (بلیت‌های تک‌سفره): با این بلیت تنها یکبار می‌توان از مترو استفاده کرد. اگر قصد سفر به صورت رفت و برگشت باشد، باید دو عدد بلیت تک‌سفره تهیه کرد. بلیت‌های تک سفره به‌صورت کاغذی با نقش QR-code بر روی آنان فروخته می‌شود.[۱۰۲]
  - بلیت تک‌سفرهٔ درون‌شهری: این بلیت در تمام خطوط مترو تهران (به غیر از ایستگاه‌های شهید سلیمانی، ماموت، گلشهر، محمدشهر، کرج، اتمسفر و گرمدره در خط ۵ و فرودگاه امام خمینی در خط ۱) مورد استفاده قرار می‌گیرد. هزینهٔ این بلیت ۷۰۰۰۰ ریال است.[۱۰۲]
  - بلیت تک‌سفرهٔ حومه: این بلیت مربوط به خط ۵ مترو است و در ایستگاه‌های گلشهر، محمدشهر، کرج، اتمسفر و گرمدره مورد استفاده قرار دارد. هزینهٔ این بلیت ۳۷٬۴۰۰ ریال است.[۱۰۲]
  - بلیت تک‌سفرهٔ شهر جدید مهستان: مورد استفادهٔ مسافران ایستگاه‌های شهید سیلمانی و ماموت در خط ۵ است. هزینهٔ این بلیت ۶٫۰۰۰ تومان است.[۱۰۲]
  - بلیت تک‌سفرهٔ فرودگاه: این بلیت برای خط فرعی فرودگاه امام خمینی مورد استفاده قرار می‌گیرد. هزینهٔ این بلیت ۱۵٬۰۰۰ تومان است.[۱۰۲]
2. کارت‌های مبلغ‌دار: با استفاده از کارت‌های الکترونیک می‌توان در هزینه سفر نسبت به بلیت تک سفره صرفه جویی کرد. هزینه خرید این کارت‌ها ۱۵٫۰۰۰ تومان است و می‌توان آن را مکرراً از باجه‌های فروش بلیت اعتباری و دستگاه‌های دیواری شارژ الکترونیک موجود در ایستگاه‌های اتوبوس و مترو شارژ کرد. نحوه تعیین هزینه این بلیت‌ها بر حسب کیلومتر مسافت طی شده محاسبه می‌شود که درون شهر تهران و خارج از آن متفاوت است. همچنین برای آنکه مبلغی بیشتر از هزینه مسافت طی شده پرداخته نشود، بایست در زمان خروج از ایستگاه، کارت را مقابل نمایشگرهای گیت خروج یا دستگاه‌های نصب شده روی دیوار قرار داده تا پایان سفر اعلام شود. پس از هر بار استفاده از کارت بلیت مبلغ‌دار و ورود به ایستگاه مترو، تا نیم ساعت نمی‌توان دوباره از کارت استفاده کرد. از دیگر موارد استفاده از کارت بلیت پرداخت هزینه اتوبوس‌های درون‌شهری، پارکومترهای پارک خوردرو و تاکسی‌های ویژه ایستگاه‌های مترو است.
  - کارت‌های بلیت عادی: این کارت‌ها برای تمامی مسافران قابل دریافت است و ویژگی‌های کارت‌های بلیت مبلغ‌دار را دارا می‌باشد.
  - کارت‌های قشرهای خاص: این کارت‌ها فقط برای افراد بالای ۶۵ سال،[۱۰۳] معلولان و جانبازان بالای ۲۵ درصد،[۱۰۴] خبرنگاران،[۱۰۵] افراد تحت پوشش بهزیستی[۱۰۶] و کمیته امداد،[۱۰۷] دانشجویان[۱۰۸] و دانش‌آموزان[۱۰۹] صادر می‌شوند و استفاده‌کنندگان آن‌ها از تخفیف ۵۰ تا ۱۰۰ درصدی برخوردار می‌شوند.[۱۱۰]

طبق آمار اعلام‌شده در مرداد ۱۳۸۶، ۵۰ درصد از مسافران مترو از بلیت‌های مدت‌دار و مبلغ‌دار استفاده می‌کنند.

## فاصلهٔ حرکت قطارها
به علت مسائل فنی و ایمنی در ابتدای راه‌اندازی هر خط، سرفاصلهٔ حرکت قطارها و نیز زمان فعالیت خط محدودیت‌های ویژه‌ای دارد؛ به گونه‌ای که معمولاً زمان بهره‌برداری در ساعات میانی روز و نزدیک به ظهر سرفاصله‌ها حداقل نیم‌ساعت تا یک ساعت در نظر گرفته می‌شد. اما پس از راه‌اندازی اولیه به مرور زمان بهره‌برداری افزایش یافته و سرفاصله‌ها نیز کاهش می‌یافته که کاهش سرفاصله‌ها منوط به تأمین تجهیزات ایمنی و تأمین واگن به‌شمار کافی می‌باشد. در طراحی متروی تهران سرفاصلهٔ نهایی میان دو قطار به میزان ۲ دقیقه در نظر گرفته شده‌است. اما به دلیل مسائل گفته شده این عدد حاصل نشده‌است. سرفاصلهٔ حرکت قطارهای متروی خطوط یک و دو، از ابتدای راه‌اندازی تاکنون روند کاهشی داشته و از ۸ دقیقه در بهار سال ۱۳۸۴ به هر ۴٫۵ و ۴ دقیقه یک بار در سال ۱۳۹۱ رسیده‌است. سرفاصله حرکت قطارها در خط ۴ از ۱۱ دقیقه در سال ۸۹ به ۶ دقیقه در سال ۹۱ کاهش یافته‌است؛ و همچنین تا پایان سال ۱۳۹۱، سرفاصله حرکت قطارها در خط تهران-کرج به ۷ دقیقه رسیده‌است. در ماه‌های ابتدایی، فاصلهٔ حرکت قطارها نیم‌ساعت بود.

## هنر در مترو
تاکنون بیش از ۹۰۰ اثر هنری در ایستگاه‌های مترو نصب شده و به‌طور متوسط هر ایستگاه ۱۰ اثر در خود جای داده‌است. هر کدام از این آثار ریشه در فرهنگ، طبیعت، ادبیات و مذهب ایرانی دارد و ماده اولیه‌ای که برای آفرینش بیشتر آثار به کار رفته، از جنس سرامیک، سنگ و آهن است. سبک هر کدام از آثار نیز از یک ایستگاه تا ایستگاه دیگر بر اساس نام، مکان و پیشینه هر ایستگاه متفاوت است.

## مترو در استان تهران
ساخت مترو اسلامشهر ۸۰ درصد پیشرفت فیزیکی داشته ولی شهرستان‌های ورامین، پیشوا و قرچک با وجود جمعیت فراوان فاقد مترو شهری هستند.

## حوادث

### آبگرفتگی خط ۴
در ۲۷ فروردین سال ۱۳۹۱ به علت شدت بارش باران در تهران، دیوار مسیل موجود در کنار اتوبان تهران-کرج در محل احداث ایستگاه خط ۴ مترو ارم‌سبز (اکباتان)، فرو ریخت و باعث ورود حجم زیادی از آب به داخل خط ۴ مترو شد. این حادثه تلفات جانی در برنداشت ولی باعث تعطیلی چند روزه خط ۴ تا بین ایستگاه‌های میدان انقلاب اسلامی تا میدان آزادی شد. براساس گزارش تحقیق و تفحص شورای شهر تهران خسارت وارده به مترو برابر ۲۲ میلیارد تومان بوده‌است. براساس این گزارش علت حادثه، شکسته شدن دیوار شمالی کانال بوده‌است که از سال ۱۳۴۸ تعمیر نشده بود.

### خودکشی و جراحت
از زمان افتتاح تاکنون، حادثه‌های مختلفی، به شکل خودکشی یا تصادفی در متروی تهران رخ داده‌اند، برخی از آن‌ها در این جدول آورده شده‌است:
| تاریخ    | ایستگاه        | فرد                        | وضعیت | یادکرد  |
| -------- | -------------- | -------------------------- | --- | ------- |
| اسفند ۸۷ | شهید نواب صفوی | دختری پانزده ساله          | در اسفند ۱۳۸۷ دختری پانزده ساله که همراه دوست خود به ایستگاه مترو نواب آمده بود هنگام ورود قطار ناگهان خود را روی ریل انداخت و در دم جان باخت. | [ ۱۱۳ ] |
| مرداد ۹۰ | شهید نواب صفوی | زنی حدوداً ۴۰ ساله          | در دم جان باخت | [ ۱۱۴ ] |
| آذر ۹۴   | تهرانپارس      | جوانی ۲۵ ساله              | قبل از رسیدن عوامل اورژانس، مصدوم به دلیل شدت جراحات وارده جان خود را از دست داد.                                                              | [ ۱۱۵ ] |
| آذر ۹۸   | شهرری          | دو دختر جوان ۱۸ تا ۲۰ ساله | هر دو جان خود را از دست دادند. | [ ۱۱۶ ] |
| خرداد ۹۹ | جوانمرد قصاب   | زن ۴۱ ساله                 | زنده ماند. | [ ۱۱۷ ] |
| مهر ۱۴۰۲ | میدان شهدا     | دختر ۱۶ ساله               | به آرمیتا گراوند مراجعه شود. |         |